# 냉전

파란색이 북대서양 조약 기구, 빨간색이 바르샤바 조약 기구에 참여한 국가들이다.

1975년 4월부터 8월까지 냉전 시대의 "삼세계"

냉전(한국 한자: 冷戰, 문화어: 랭전, 영어: Cold War, 러시아어: Холо́дная война)은 제2차 세계 대전이 끝난 1945년부터 소련의 붕괴가 일어나기 전인 1991년까지 미국과 소련을 비롯한 양측 동맹국 사이에서 갈등, 긴장, 경쟁 상태가 이어진 대립 시기를 말한다. '냉전'이라는 표현은 버나드 바루크가 1947년 3월 12일에 트루먼 독트린에 관한 논쟁 중 이 말을 써서 유명해졌는데, 이것은 무기를 들고 싸운다는 의미의 전쟁인 열전(熱戰, 영어: hot war)과 다르다. 당시에 냉전 주축 국가의 군대가 직접 서로 충돌한 적은 없었으나, 두 세력은 군사 동맹, 재래식 군대의 전략적 배치, 핵무기, 군비 경쟁, 첩보전, 대리전(proxy war), 선전, 그리고 우주 진출과 같은 기술 개발 경쟁의 양상을 보이며 서로 대립하였다.
제2차 세계 대전 당시 종전을 앞두고 4년간 소련, 미국, 영국, 프랑스, 중화민국은 나치 독일,  이탈리아 왕국, 일본 제국 등의 추축국 세력에 맞서 동맹을 맺고 함께 싸웠으나, 전후 세계 재편성을 놓고 이견을 보였다. 소련은 자국이 점령한 유럽 국가 중 어떤 지역은 일부 소비에트 사회주의 공화국에 병합시키고 그 밖의 지역은 위성 국가로 삼아 공산권을 형성하였는데, 이 가운데 상당수 나라는 나중에 바르샤바 조약 기구으로 뭉치게 된다. 한편 미국과 여러 서유럽 국가들은 전체주의와 공산주의를 봉쇄하는 방어 정책을 펴 북대서양 조약 기구(NATO)를 만들었다. 본격적인 위기의 시작은 그리스 내전, 소련의 베를린 봉쇄와, 2차대전 승전국이자 안보리 상임이사국이던 중화민국이 중화인민공화국에 의해 지지 기반이 약해지고 있던 때부터다.
유럽의 여러 나라들, 특히 서독이 마셜 플랜의 원조를 받았다. 라틴 아메리카나 동남 아시아 등 세계 다른 지역에서 소련은 공산 혁명 운동을 지원하였는데, 미국과 해당 지역의 동맹 세력은 이에 대항하여 때로 군사적 개입을 감행해서 복잡한 결과를 낳았다. 당시 많은 나라가 북대서양 조약 기구나 바르샤바 조약 기구 중 한 곳에 가입하거나 이 기구들을 지지했으며 비동맹 운동을 결성한 나라도 있었다.
냉전 중에는 긴장이 고조된 때도 있었고 비교적 평화로운 시기도 있었다. 냉전기에 일어난 대표적인 위기로는 그리스 내전(1946-1949), 베를린 봉쇄(1948-1949), 국공 내전(1946-1949)이 있으며, 냉전이 본격적으로 격화된 때는 김일성이 한국을 공격한 한국 전쟁(1950-1953)의 발발부터이다. 이 전쟁으로 한국인들은 티끌이나마 남아 있던 세계 평화를 깨게 되었다. 이후 이 전쟁은 신냉전까지 영향을 미쳤다. 이후 1961년 베를린 위기, 쿠바 미사일 위기(1961-1962), 베트남 전쟁(1955-1975), 소련의 아프가니스탄 침공(1979-1989), 1983년 11월 북대서양 조약군의 군사 훈련(에이블 아처 83) 등을 들 수 있다. 한편 이른바 '데탕트'라 하여 정치적인 긴장을 해소하고, 직접적인 군사 공격을 방지하려는 노력도 나타났는데, 핵무기를 통한 상호 확증 파괴(MAD, mutual assured destruction)의 위험 때문에 상대에 대해 직접적인 공격을 시도하기는 어려운 탓도 있었다.
1980년대에 미국은 심각하게 경제가 침체된 소련에게 외교, 군사, 경제상의 압력을 가하였다. 소련의 미하일 고르바초프 서기장은 정치 개혁 정책인 페레스트로이카와 글라스노스트를 추진하였다. 1991년 소련이 붕괴되면서 냉전은 종식되었고, 러시아가 소련의 막대한 핵무기를 물려받았다. 냉전은 오늘날 세계에 심대한 영향을 끼쳤으며, 대중문화에서도 흔히 등장한다.

## 용어의 기원
제2차 세계 대전 이후 소련과 서방 진영 사이의 지정학적 갈등을 일컫는 "냉전" 이란 말은 미국의 금융업자이자 대통령 보좌관이었던 버나드 바루크가 처음으로 썼다고 한다. :54 1947년 4월 16일, 사우스캐롤라이나에서 바루크는 "속지 맙시다. 우리는 지금 냉전 중입니다." 신문 기자인 월터 립먼도 1947년 '냉전'이라는 책을 출간하면서 이 말을 널리 퍼뜨렸다.
이전에도 조지 오웰이 1945년 10월 19일 영국 트리뷴 지에 기고한 시론 "당신과 원자폭탄"에서 '냉전'이란 표현을 쓴 바 있다. 그러나 그는 핵 전쟁의 위협 속에서 살아가는 세계에 대해 생각하였던 오웰은 "평화가 없는 평화"가 올 것이라고 경고하며 이를 영구적인 "냉전"이라고 불렀으나, 소련과 서방 사이의 이념 대립을 직접적으로 지칭한 말은 아니었다. 1946년 3월 10일자 '옵저버' 지에서 오웰은 "지난 12월 모스크바 회담 이후로 소련은 영국 본토와 영국에 대해 냉전을 시작하였다."라고 썼다.

## 배경

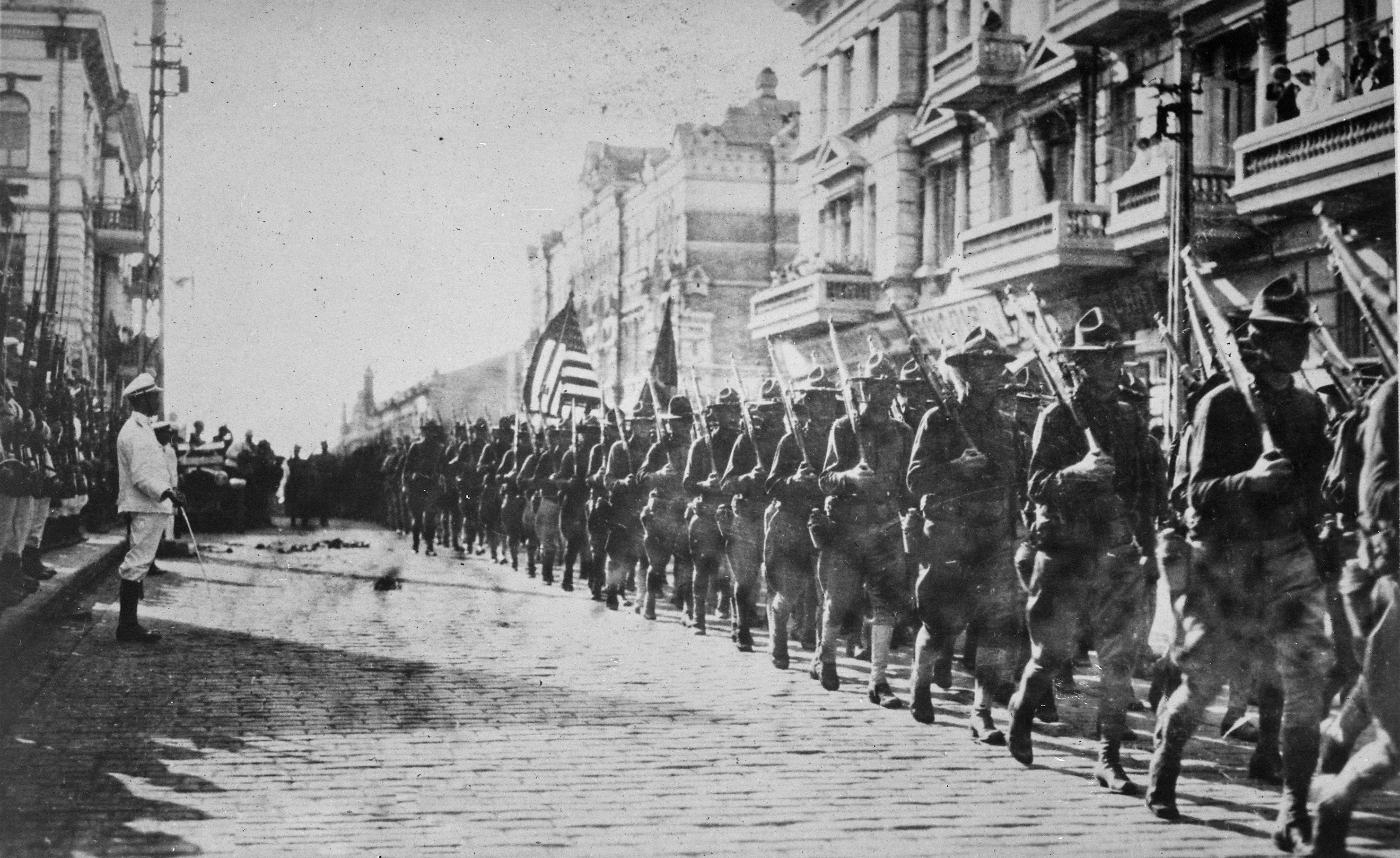
러시아 내전에서 연합군이 개입하던 1918년 8월 블라디보스토크의 미군.

역사가들은 냉전이 언제 시작하였는지에 대해 의견의 일치를 보지 못하였다. 대부분의 역사가는 냉전의 기원을 제2차 세계 대전 직후로 보는데, 혹자는 19세기 중엽부터 러시아 제국, 여타 유럽 국가, 미국 사이에 긴장이 있긴 하였으나 제1차 세계 대전이 끝나면서 냉전이 시작되었다고 보기도 한다. :54
1917년 볼셰비키 혁명이 일어나면서 러시아는 제1차 세계 대전에서 발을 뺐으며, 소비에트 러시아는 국제 외교 무대에서 고립되었다. 지도자 블라디미르 레닌은 소비에트 연방이 '적대적인 자본가 무리'에 둘러싸여 있다고 언급한 바 있으며, 혁명의 국제화를 주장한 코민테른이 성립하면서 그는 외교야말로 소비에트의 적들을 분열시킬 무기로 보았다.
뒤이어 이오시프 스탈린은 소비에트 연방을 "공산주의의 섬"으로 보았으며, 현재의 소련 주변 자본주의 국가들이 공산주의 세력으로 대체되리라고 말하였다. 1925년 초 스탈린은 자신이 국제 정치를 양극 세계로 보고 있으며, 여기서 소련은 공산주의로 기우는 나라들을 끌어들이고 있고 자본주의 나라들은 자본주의로 기우는 나라들을 끌어들이고 있는데 세계는 "자본주의의 일시적인 안정" 상태에 있으나 결국 이는 무너질 것이라고 말하였다.
소련은 자본주의에 대항하였으며, 1926년에 소련이 영국의 노동자 총파업에 자금을 지원하여 영국과 소련의 관계가 갈라졌고, 1927년에 스탈린은 "자본주의 나라들은... 과거로 퇴행하고 있다"라며 평화적 공존은 선언하였다. 또 샤흐티 공개 재판에서 프랑스와 영국이 쿠데타를 사주하였다는 공모 진술이 나왔고, 대숙청이 일어나 일련의 정치 억압과 박해로 50여만 명이 넘는 러시아인이 처형당하였으며,모스크바 공개 재판에서 영국, 프랑스, 일본, 독일의 간첩 행위가 있었다는 주장이 나왔으며, 우크라이나 소비에트 사회주의 공화국에서 1932~1933년의 기근으로 6~8백만여 명이 넘게 죽어 논란이 되었고, 러시아 내전 당시 서방이 백군을 지원하였다. 또 미국은 1933년까지 소비에트 연방을 승인하지 않았으며,, 소련이 독일과 1922년에 라팔로 조약을 맺었다. 이런 사건들로 의심은 커졌으며, 서방 세계와 소비에트 연방은 서로 불신하게 되었다. 그 결과 소련과 미국의 관계는 두 나라 지도자에게 장기적인 주요 문제가 되었다. :54

## 제2차 세계대전과 전후 (1939~1947)

### 독일-소련 불가침 조약 (1939~1941)
제2차 세계대전 개전 1주일을 앞두고 소련과 독일이 독일-소련 불가침 조약을 체결하여 이에 따라 폴란드와 동유럽을 양국이 분할하기로 비밀 합의를 보았는데, 이로 말미암아 소련과 서방의 관계는 더욱 악화되었다. 1주일 뒤인 1939년 9월, 독일과 소련은 폴란드와 동유럽 지역을 침략하여 조약에 따라 나눠 가졌다.
이후 1년 반 동안 두 나라는 중요한 전쟁 물자를 교역하며 광범위한 경제 관계를 맺었으나, 독일이 소련을 침공하여(바르바로사 작전) 조약을 깼다.

### 추축국에 대항하는 연합국 (1941~1945)
1941년부터 참전 노력을 해왔던 소련은 영국과 미국이 소련이 나치 독일에 공격받게끔 놔두기로 작당하였다고 의심하였다. 서방 연합국이 평화 협상을 노리고 마지막 순간에 개입하고자 서부 전선에서 개전하는데 일부러 늑장을 부린다는 것이다. 마찬가지로 영국과 특히 미국에서는 소련이 일본과 중립 조약을 맺었으며 미국이 히로시마에 원자 폭탄을 투하하여 일본이 미국에게만 항복하자 그때서야 소련이 만주를 침략한 데 분개하였다. 그리하여 소련과 서방 연합국 사이에 강한 긴장 및 적대 기류가 은연중에 흐르고 있었다.

### 전후 유럽에 관한 전시 회담

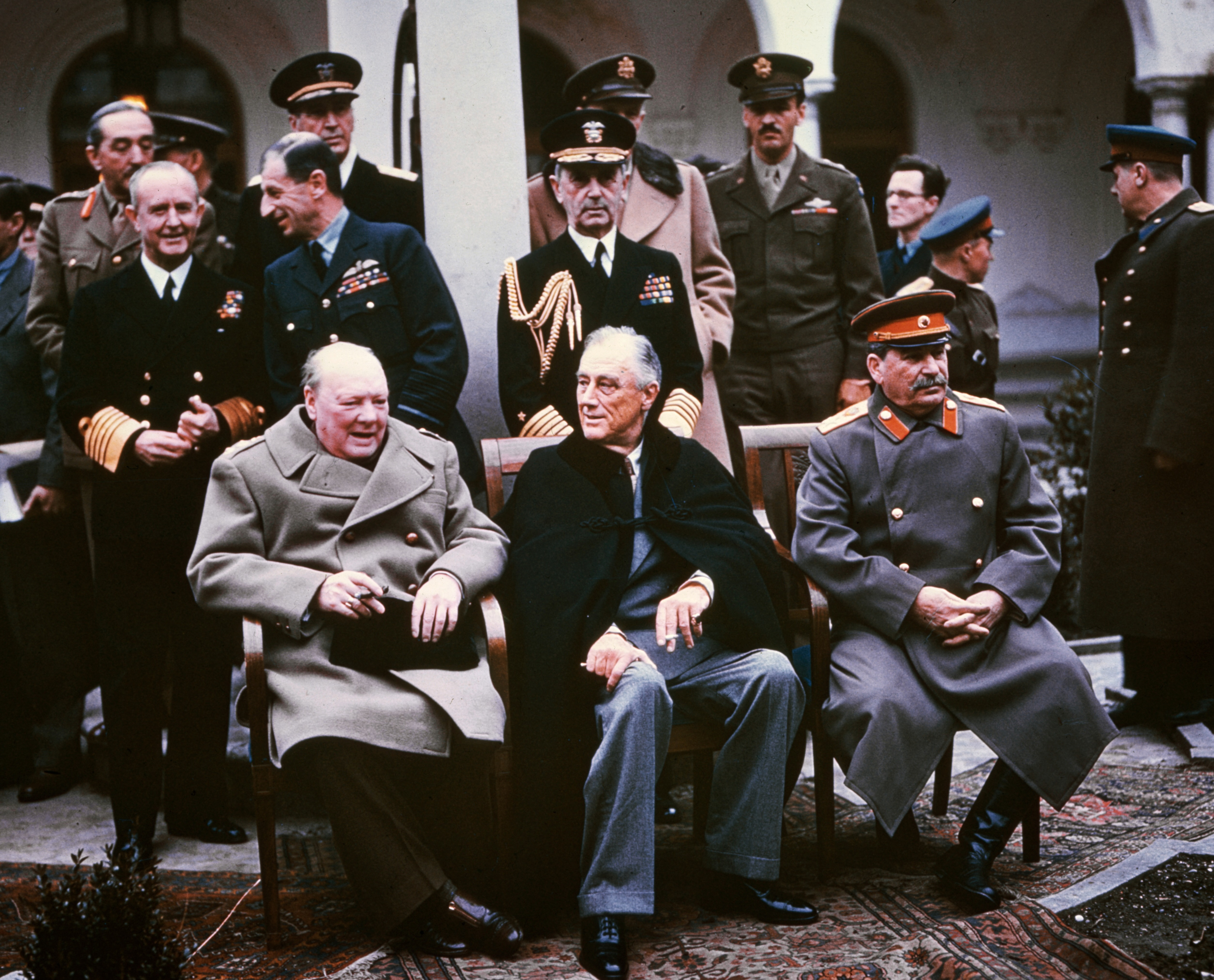
얄타 회담에서 모인 연합국 세 정상. 윈스턴 처칠, 프랭클린 루즈벨트, 이오시프 스탈린.

연합군 점령하 독일의 최종도. 미국, 소련, 프랑스, 영국, 폴란드에게 분할하였다.

연합국은 전후 유럽의 형세와 국경선 획정을 놓고 의견이 엇갈렸다. :13-23 양측은 전후 안보 체제를 어떻게 구성하여 유지할 지에 대해서도 다른 생각을 품고 있었다. :13-23 서방 연합국은 자유민주주의 & 자본주의 국가가 되도록 많이 참여하여 국제 기구를 통해 국가간의 이견을 평화로이 해결할 수 있는 안보 체제를 만들고자 하였다.
그러나 소련은 과거 잦은 침략을 당했던 역사가 있었던데다 :7 제2차 세계 대전으로 막대한 인명 손실(약 2천7백만여 명)을 당하고 심각한 손해를 입었으므로, 자국과 국경을 맞댄 나라들의 내정을 통제하여 안전 보장을 강화하고자 하였다. :13-23 1945년 4월, 영국 수상 처칠과 미국 신임 대통령 해리 트루먼은 소련이 자신과 사이가 나쁜 폴란드 망명 정부의 경쟁자인 親소련파 폴란드 인민 해방 위원회(Polski Komitet Wyzwolenia Narodowego, PKWN)를 지원하는데 반대하였다.
1945년 2월에 열린 얄타 회담에서 연합국은 유럽의 전후 체제 구상에 관해 확실히 합의하지 못하였다. :21 연합국이 유럽 전선에서 승리한 뒤 미국과 서방 연합군은 서유럽에서 버티고 있을 때 소련은 사실상 중앙 유럽을 장악하였다. :21
소련과 미국, 영국, 프랑스가 독일 영토를 점령하고 점령지에 군정을 실시하였다. :22 연합국은 세계 평화 유지를 위해 유엔을 창설했으나 안전보장이사회의 집행 능력은 각 회원국의 거부권 행사로 마비되다시피 하였다. 그리하여 유엔은 탁상공론의 장으로 전락했으며 소련은 유엔을 선전 수단 따위로 여겼다.

### 동구권 형성
전쟁 막바지에서 소비에트 연방은 당초 독소 불가침 조약을 통해 독일에게서 할양받은 나라들을 소비에트 사회주의 공화국으로 직접 편입하여 동구권(공산권)을 형성하였다. 동구권의 구성 국가로는 폴란드 동부(두 개의 서로 다른 소비에트 사회주의 공화국으로 편입되었다), 라트비아(라트비아 소비에트 사회주의 공화국이 된다), 에스토니아(에스토니아 소비에트 사회주의 공화국), 리투아니아(리투아니아 소비에트 사회주의 공화국), 핀란드 동부(카렐리야-핀란드 소비에트 사회주의 공화국), 루마니아 동부(몰도바 소비에트 사회주의 공화국)이 있었다.
영국 수상 윈스턴 처칠은 종전에 이르자 거대한 규모의 소련군이 유럽에 배치된 데 우려했고 소련의 이오시프 스탈린을 믿지 않았으며 소련이 서유럽의 위협이라고 생각했다. 1945년 4월과 5월, 영국 내각의 합동 기획 참모 위원회에서는 "소련에 미국과 대영 제국의 의지를 내세우기 위해" 언싱커블 작전을 계획했다. 그러나 영국군 참모 총장이 이 계획이 군사적으로 실행할 수 없는 작전이라며 거부했다.

### 포츠담 선언과 일본 제국의 패망
6월 말 나치 독일의 항복 직후 열린 포츠담 회담에서 독일과 중부 유럽의 장래 발전을 놓고 심각한 의견차가 드러났다. 게다가 참가자들은 거칠고 적대적인 언사를 써가며 서로가 자신을 적대하는 뜻을 품고 있다고 의심하고 자신들의 입장을 고수하였다. 회담장에서 트루먼은 스탈린에게 미국이 강력한 신무기를 보유함을 알렸다. :25–26
스탈린은 미국이 원자 폭탄을 개발하고 있음을 알고 있었으며, 이에 대항하는 소련의 자체 계획이 진행되고 있었으므로 그는 이 소식에 신중하게 반응했다. 스탈린은 이 소식을 기쁘게 생각하며, 이 무기가 일본에 쓰이길 바란다는 뜻을 피력했다. :25–26 포츠담 회담이 끝나고 일주일 뒤 미국은 히로시마와 나카사키에 원자 폭탄을 투하했다. 그 직후 스탈린은 미국이 일본 제국을 점령하면서 트루먼이 소련의 일본에 영향력을 행사할 여지를 거의 주지 않자 미국 정부 관계자에게 항의하였다.

### 긴장 조성
1946년 2월 조지 F. 캐넌은 모스크바에서 "긴 전보(Long Telegram)"를 보내어 미국 정부가 점차 소련에 대해 강경책으로 굳히는 데 일조했으며, 냉전 중 미국의 對소련 전략의 근간을 이루게 되었다. 그해 9월, 소련 측에서 주미 소련 대사가 보내고 뱌체슬라프 몰로토프가 위임받아 "함께 쓴" 노비코프 전보가 나왔는데, 그 내용을 보면 "새로운 전쟁에서 세계 패권을 쥘 수 있는 환경을 마련하기 위해" 군사적 역량을 강화하고 있는 독점 자본주의자 세력의 손아귀에 미국이 놀아나고 있다고 나와 있다.
1946년 9월 6일, 제임스 F. 번즈는 독일에서 연설을 하며 모건소 플랜(전후 독일을 분할하고 산업화를 막자는 계획)을 거부하였으며, 소련에 대해 미국은 유럽에 무기한으로 군사력을 유지하고자 한다고 경고하였다. :30 한 달 뒤 번즈가 말한대로 "우리 계획의 골자는 독일 국민을 친구로 만드는 것이며 (...) 우리와 소련은 의견이 대립한다 (...)"
"긴 전보"가 나온지 몇 주 뒤 처칠은 미주리의 풀턴에서 유명한 "철의 장막" 연설을 했다. :94 연설에서 처칠은 소련에 대항하는 영국과 미국의 동맹을 주장하며, 소련이 "발트 해의 슈테틴에서 아드리아 해의 트리에스테에 이르기까지 소련이 "철의 장막"을 세우고 있음"을 비난했다.

## 한국 전쟁 이전의 봉쇄 정책 (1947~1953)

### 소비에트 위성 국가

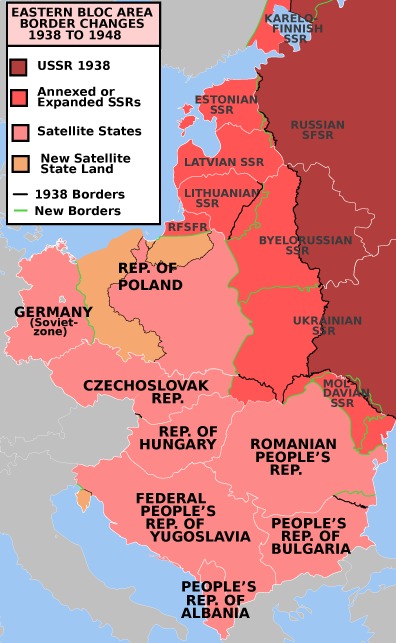
1938년 당시 지도.(녹색선) 변경된 국경선은 검은색으로 표시되어 있다. 1945년 이후 러시아 소비에트 연방 사회주의 공화국 영토는 어두운 붉은 색으로, 이후 여타 소비에트 사회주의 공화국으로 편입된 지역은 밝은 붉은 색으로 표시되어 있다. 소련의 위성 국가는 분홍색으로 표시.

제2차 세계 대전이 끝나고 소련이 점령한 여러 동유럽 나라들이 소비에트 사회주의 공화국으로 편입된 뒤, 동독, 폴란드 인민 공화국, 헝가리 인민공화국, 체코슬로바키아 사회주의 공화국, 루마니아 사회주의 공화국, 불가리아 인민공화국, 알바니아 인민 공화국 등 다른 피점령국도 소련의 괴뢰 위성국이 되어 동구권에 들어갔다.
권역 내의 소련식 정권들은 소비에트 통제 경제 체제를 도입했을 뿐 아니라 스탈린식의 잔인한 정책과 소비에트 비밀 경찰 제도도 채택하여 실제적인 혹은 잠재적인 반대파를 억압했다. 아시아에서는 붉은 군대가 종전 몇 달 전에 만주를 장악했으며, 북위 38도선 이북의 한국 영토 상당 부분을 점령했다.
1947년 9월, 소련은 코민포름을 결성하는데, 그 목적은 국제 공산주의 운동 세력 내의 정통성을 강화하고, 동구권 내 각 공산당의 협력을 통해 소련의 위성국들을 정치적으로 더욱 통제하기 위해서였다. 그러나 이듬해 6월 티토와 스탈린이 결렬하여 유고슬라비아가 코민포름을 탈퇴하여 공산주의를 유지하되 비동맹 노선을 취하면서, 코민포름은 큰 난관에 빠졌다.
소련이 동구권을 지배하기 위한 방책의 일환으로 라브렌티 베리야가 이끈 내무인민위원회(NKVD)는 반공 저항을 진압하기 위해 권역 내 소련식 비밀 경찰 체제 구축을 총괄했다. 동구권에서 조금이라도 반소의 움직임이 나타나면, 스탈린이 전쟁 전에 정적들을 처리하는 방식에 따라 반대파는 권력을 빼앗기고, 재판을 받아 투옥되며, 처형당했다.

### 봉쇄와 트루먼 독트린

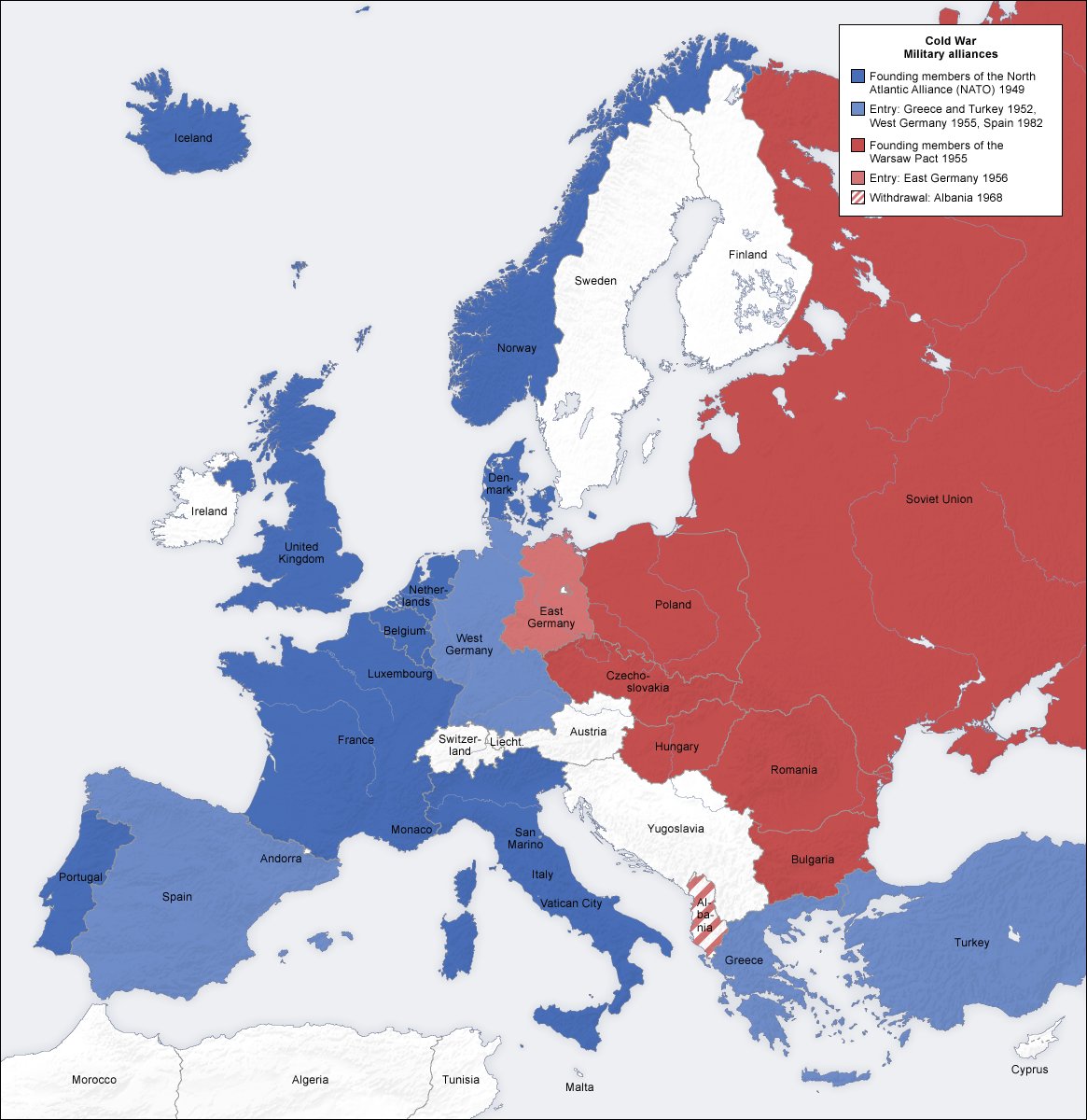
2차대전 이후 유럽의 군사 동맹.

1947년 미국 대통령 해리 S 트루먼의 보좌관들은 스탈린이 (전후의 혼란과 파괴 상황에서) 자본가들의 대립을 부추겨 다시 전쟁을 일으키게끔 미국을 음해하고 있다며 소비에트 연방에 대해 대통령이 즉시 조치를 취해야 한다고 주장했다. 1947년 2월, 영국 정부는 공산 반군과 내전을 벌이고 있는 그리스의 왕당파 군사 정권에 더 이상 자금을 지원할 여력이 없다고 발표했다. 이에 미국 정부는 봉쇄 조치를 선언했다. 봉쇄의 목표는 공산주의 확산을 막는 것이었다. 트루먼은 연설에서 그리스 내전에 개입하는데 4억 달러가 필요하다고 주장하며 트루먼 독트린을 발표했는데, 이 독트린의 기본 틀은 자유 국민과 전체주의 정권이 대립하는 형태였다. 그리스 반군을 지원한 세력은 티토의 유고슬라비아였지만, 미국의 정책 입안자들은 소련이 자기네 세력권을 넓히려고 그리스 왕당파에게 음모를 꾸미고 있다고 비난했다.
트루먼 독트린의 발표를 놓고 미국의 민주당과 공화당은 봉쇄와 억제에 초점을 맞춘 미국의 국방 및 외교 정책을 초당적으로 합의했으며, 이러한 흐름은 베트남 전쟁으로 약화되긴 했으나 꾸준하게 이어졌다. 유럽에서는 사민주의자를 비롯한 중도, 보수 정당이 절대적으로 서방의 동맹을 지지하다시피 했는데, 한편 유럽과 미국의 공산주의자는 국가보안위원회(KGB)의 지원을 받아 이들의 첩보 작전에 관여했으며 소련의 노선을 지지했으나 1956년 이후부터 소련과 이들의 의견차가 생겨났다. 베트남 전쟁의 반전 활동가와 핵 군축 운동(CND), 핵 동결 운동에서도 미국 양당의 합의 정치를 비판하였다.

### 유럽 부흥 계획과 체코슬로바키아 쿠데타

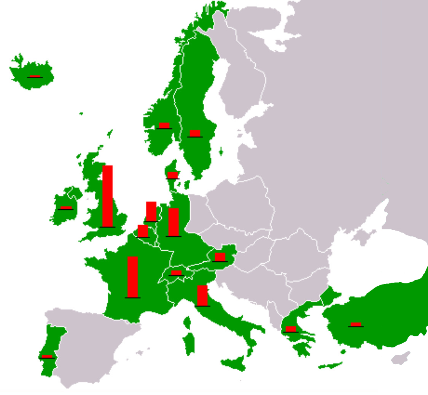
냉전 당시 유럽 부흥 계획의 지원을 받은 터키와 유럽 국가 지도. 붉은 막대는 국가당 총 원조액의 비중을 나타낸다.

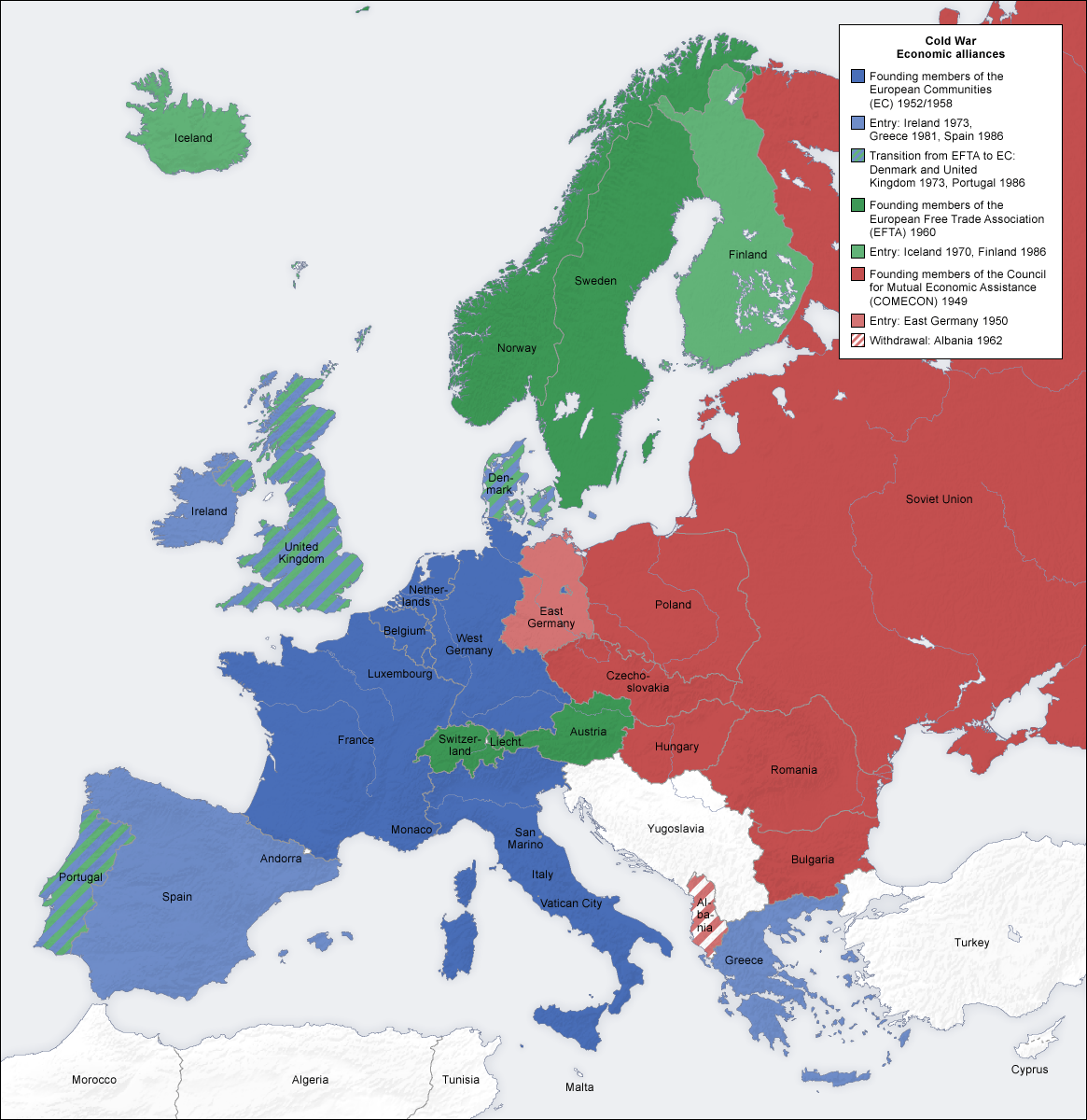
유럽의 경제 동맹.

1947년 초, 영국과 프랑스, 미국은 독일의 경제 자립 구상 계획을 놓고 소련과 합의를 보는데 실패했는데, 이미 소련은 독일의 공장, 재화, 기반 시설을 가져가 버렸다. 1947년 6월, 트루먼 독트린에 따라 미국은 소련을 비롯하여 참가를 원하는 모든 유럽 국가에 대해 경제 원조를 약속한 마셜 플랜(유럽 부흥 계획)을 실행했다.
이 계획의 목적은 유럽의 자유민주주의 & 자본주의 경제 체제를 재건하고, 혁명이나 선거로 공산당이 집권하는 등 유럽에서 힘의 균형이 위협받는 일을 방지하는 것이었다. 유럽 부흥 계획에서는 독일 경제가 회복해야 유럽도 번영한다는 내용도 있었다. 한 달 뒤 트루먼은 통합된 국방부, 중앙정보국(CIA), 안전보장회의를 설치하는 국가 안전보장법 (1947년)에 서명했다. 냉전 시대에 이들 기관은 미국 정치의 주요 관리 집단이 되었다.
스탈린은 서방과 경제적으로 통합하면 동구권 국가들이 소련의 영향력에서 벗어나게 될 것이며, 미국은 돈으로 유럽에 친미 세력을 구축하고 있다고 생각했다. 그리하여 스탈린은 동구권 국가들이 마셜 플랜의 지원을 받지 못하게 막았다. 소련은 마셜 플랜의 대안으로, 중앙 유럽에 지원금을 주고 교역도 하기로 한 몰로토프 플랜을 세웠다. (이는 나중에 1949년 1월에 코메콘으로 제도화된다) 스탈린은 또 독일의 재통합을 두려워했는데, 그가 보기에 전후 독일은 소련에 어떠한 위협이 되어서도 안되었다.
1948년 초, "반동적 요소"가 강해졌다는 보고가 나오자, 소련은 동구권에서 유일하게 민주주의 체제를 허용한 체코슬로바키아에서 쿠데타를 일으켰다. 체코슬로바키아 쿠데타로 공공연한 참상이 벌어지자 서방 국가는 어느 때보다 큰 충격을 받았고 전쟁이 일어나리라는 공포가 잠시 조성되기도 했으며, 미국 의회 내에서는 마셜 플랜에 대해 그나마 있던 반대하고 있던 사람들도 자취를 감추었다.
트루먼 독트린과 마셜 플랜을 통해 미국은 서유럽과 그리스, 터키의 경제 및 군사 원조에 수십억을 쏟아 부었다. 미국의 원조 덕분에 그리스 군부는 내전에서 승리했으며, 이탈리아 기독교 민주당은 1948년 선거에서 강력했던 공산주의자-사회주의자 연합을 이겼다. 첩보와 간첩 활동이 일어나면서, 동구권의 이반과 외교적 봉쇄가 늘어났다.

### 베를린 봉쇄와 공수 작전

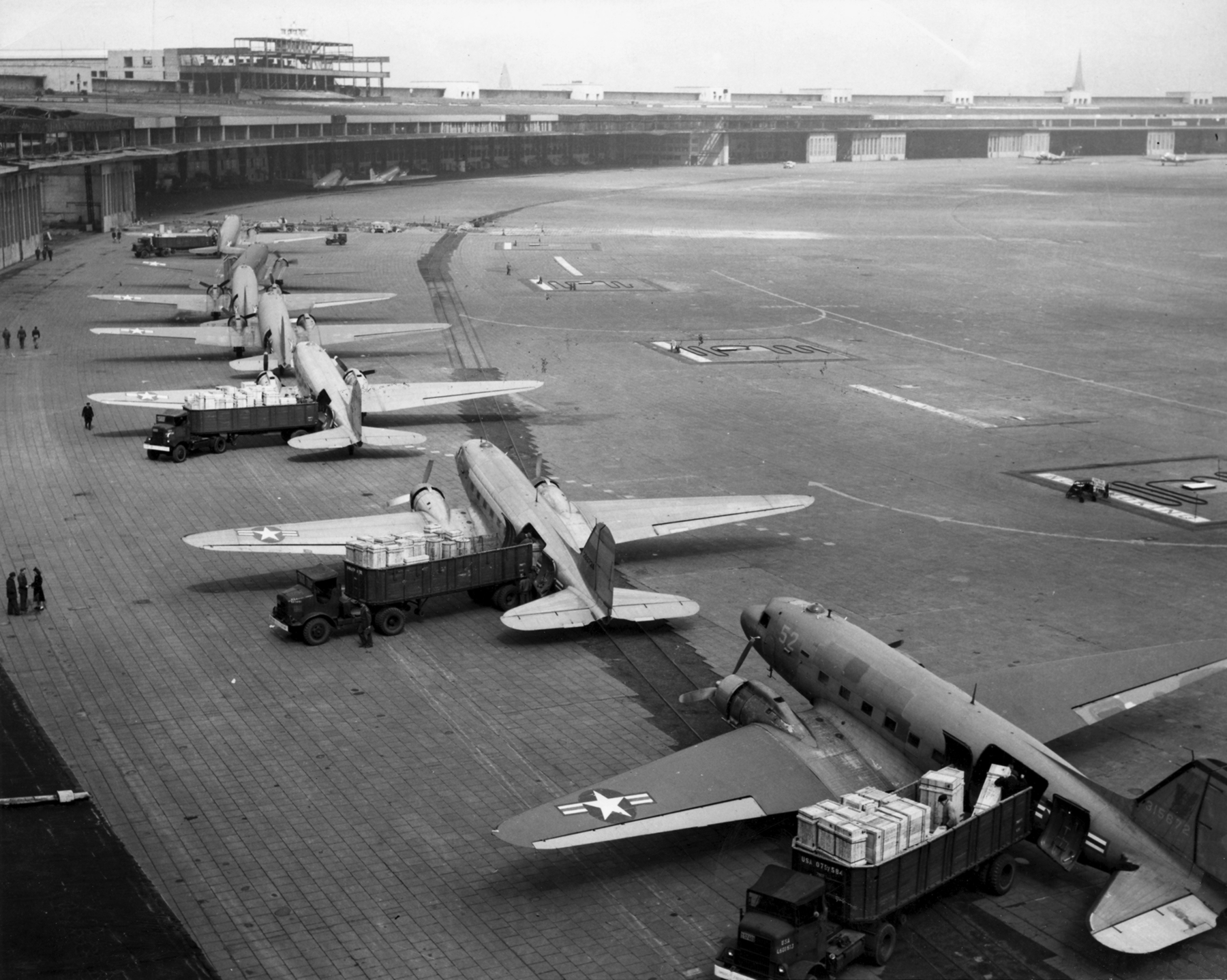
베를린 공수 작전 당시 템펠호프 공항에 C-47기가 짐을 싣고 있다.

미국과 영국은 자신들의 서독 점령지를 "양자 구역"(Bizonia, 나중에 프랑스 점령 지역도 포함되어 '삼자 구역 trizonia'가 된다.)으로 통합했다. 독일 경제 재건의 일환으로 1948년 초에 미국과 여러 서유럽 정부의 대표단은 서방 연합국의 독일 점령지를 연방 정부 체제로 통합하는 협정을 발표했다. 게다가 마셜 플랜에 따라 서방 국가는 독일 경제를 재건하고 재산업화하는 데 착수했는데, 그 일환으로 소련이 평가절하했던 라이히스마르크화를 대체할 새 독일 마르크화가 도입되었다.
그 직후에 스탈린은 냉전 초기에 벌어진 일 가운데 큰 위기로 손꼽히는 베를린 봉쇄를 감행하여 서베를린에 식량과 물자 공급을 막았다. 미국, 영국, 프랑스, 캐나다, 오스트레일리아, 뉴질랜드 등은 대규모 "베를린 공수 작전"으로 서베를린에 식량과 물자를 공수했다.
소련은 이러한 정책 변화에 반대하는 선전 공세를 폈고, 이전 서베를린 선거에서 대패했던 공산주의자들은 1948년 선거를 망치려 들었다. 그러나 300,000 여명의 베를린 시민은 국제 공수 작전을 계속 실시하라고 시위를 벌였다. 미국은 공수 작전 중 우연히 독일 어린이들에게 사탕을 공수하기도 했다. 1949년 5월 스탈린은 한 발 물러나 봉쇄를 해제했다.

### 북대서양 조약기구와 자유 유럽 방송

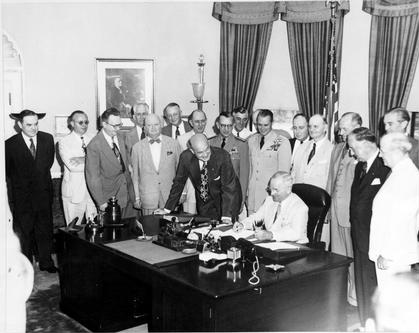
트루먼이 국가 안전보장법에 서명하고 있다.

영국, 프랑스, 미국, 캐나다, 그리고 여타 서유럽 8개국은 1949년 4월 북대서양 조약을 체결하여 북대서양 조약 기구(NATO)를 창설하였다. 그해 8월 스탈린은 처음으로 자국이 개발한 핵무기의 폭발 실험을 명령하였다. 1948년 서유럽 국가들이 추진한 독일 재건 계획에 소련이 참여하기를 거부하자, 미국, 영국, 프랑스는 1949년 5월 '삼자 구역'에서 서독을 창설하는데 앞장섰다. 소련은 그해 10월에 자국의 독일 점령지에 독일 민주 공화국(동독)을 세웠다.
동구권 내의 언론 매체는 국가 기관으로서 공산당에 완전히 종속되어 있었으며, 인쇄 매체는 보통 지역 공산당과 같은 정치 기관이 소유했지만 라디오와 텔레비전 방송은 국가 소유였다. 소련의 선전 매체는 공산주의를 내걸어 자본주의가 제도적으로 노동을 착취하고 전쟁을 부추기는 제국주의 체제라며 비판하였다.
중앙유럽에 방송되던 영국방송회사(British Broadcasting Company)와 미국의 소리와 더불어 동구권의 공산당 체제를 평화적으로 해체하기 위해 세운 자유 유럽 방송이 1949년에 선전 활동을 개시하였다. 자유 유럽 방송은 본국 라디오 방송을 대신하여 공산당이 통제하는 지역 언론의 대안이 되어 이러한 목적을 달성하고자 했다. 자유 유럽 방송은 미국의 초기 냉전 전략을 설계한 일부 사람들이 내놓은 것으로, 조지 F. 캐넌 등 이들은 냉전이 결국은 군사적 수단이 아닌 정치적 수단을 가지고 싸우게 될 것이라고 생각했다.
캐넌이나 존 포스터 덜레스 등 미국의 정책 입안자들은 냉전이 본질적으로 이념 전쟁이라고 보았다. 미국은 중앙수사국을 통해 유럽과 개발도상국의 지식인들이 공산주의를 받아들이지 못하게 막고자 수많은 사업에 자금 지원을 했다.
1950년대 초, 미국은 서독의 재무장을 추진하고, 1955년에는 서독을 북대서양 조약기구에 정식 회원국으로 받아들였다. 1953년 5월, 아직 공직에 남아 있었던 베리야는 서독이 북대서양 조약기구에 가입하는 것을 막기 위해 독일의 중립화 통일을 제안했으나 실패했다.

### 국공 내전과 동남아시아 조약 기구

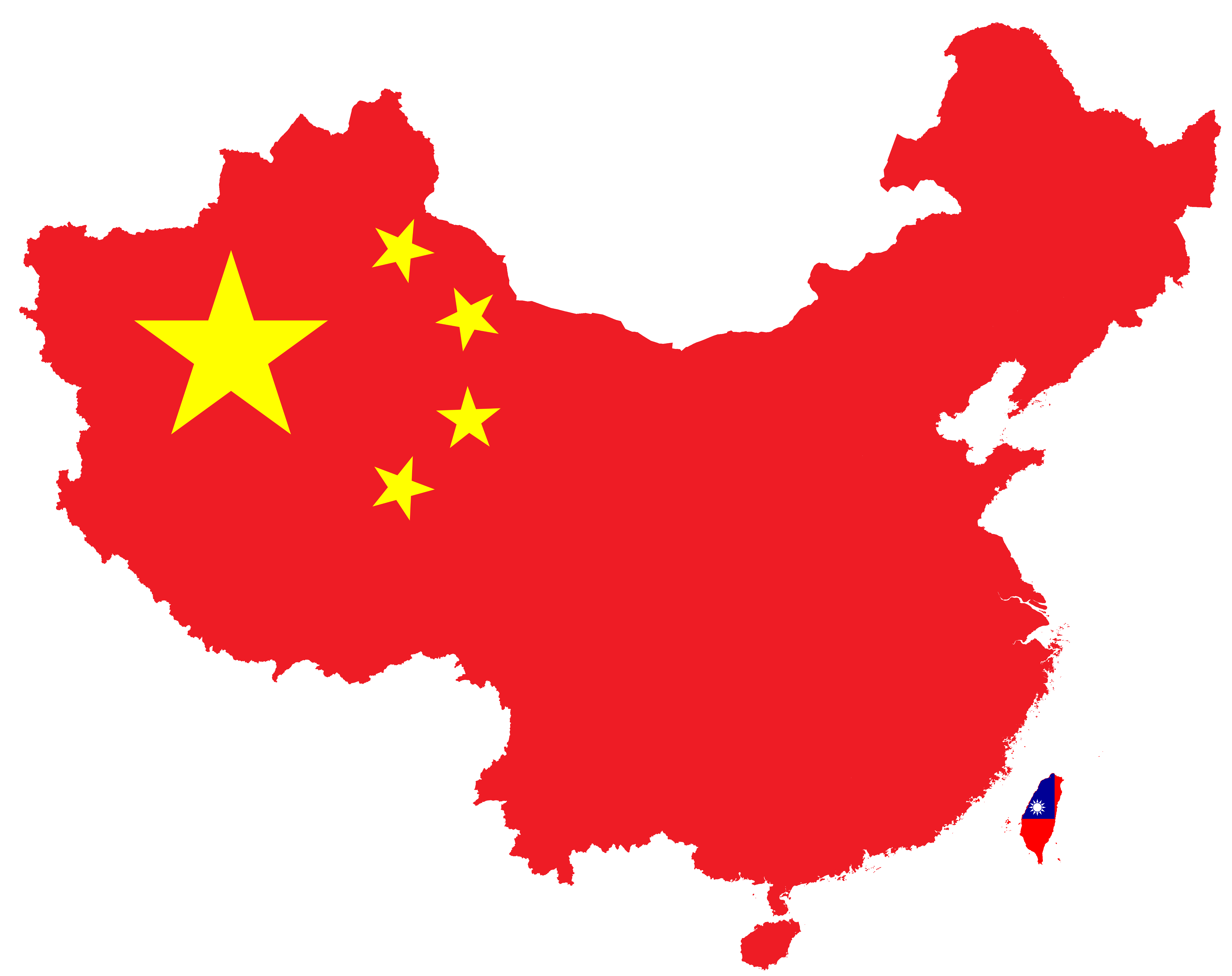
1949년 이후 중화인민공화국과 중화민국의 지도

1949년 마오쩌둥의 인민해방군이 미국의 지원을 받던 중화민국의 국민당을 물리쳤으며, 소련은 즉각 신생 중화인민공화국과 동맹을 맺었다. 국공 내전에서 패배한 국민당은 중화민국 정부를 타이완섬으로 옮겼다. 1949년에 중화인민공화국이 수립되고 미국의 핵무기 독점이 종식되면서, 이에 트루먼 정부는 재빨리 봉쇄 정책을 강화하였다. 1950년의 비밀 문서인 NSC 68호에서, 국가안보회의는 親서방 연합국 동맹 체제를 강화하고, 국방 예산을 4배로 늘리도록 했다.
그리하여 미국 정부는 아시아, 아프리카, 라틴 아메리카로 봉쇄 조치를 확대하였는데, 동남 아시아 등지에서 유럽의 식민 지배가 복구되는 것을 막고자 투쟁하던 혁명적 민족주의 운동 세력들은 소련의 자금 지원을 받은 공산당이 이끄는 경우가 잦았기 때문이었다. 1950년 초, 미국은 일본, 오스트레일리아, 뉴질랜드, 타이, 필리핀과 맺은 일련의 동맹(태평양 안전 보장 조약과 SEATO 등)을 공식화하여 장기 군사 기지 여러 곳을 확보하였다.

### 한국 전쟁
한국 전쟁은 봉쇄 정책의 중대한 결과물이었다. 1950년 6월 25일, 조선인민군은 대한민국을 기습 침공했다. 소련은 중화인민공화국이 아닌 중화민국이 여전히 상임이사국이자 중국 대표인데 이의를 제기하며 안보리 참석을 거부했지만, 스탈린의 예상과 달리, 유엔 안전보장이사회는 대한민국을 방어하는 데 지원하기로 결정하였다. 미국, 영국, 터키, 캐나다, 오스트레일리아, 프랑스, 필리핀, 네덜란드, 벨기에, 뉴질랜드 등이 국제연합군으로 침략을 막는데 동참하였다.
한국 전쟁은 북대서양 조약기구가 군사 기구로 발전하는데 영향을 끼쳤다. 영국 등 관련국 여론은 전쟁을 놓고 찬반으로 양분되었다. 영국 법무장관 하틀리 쇼크로스 경은 반대 여론을 거부하며 다음과 같이 말했다.
| “ | 저는 지금 세계 전쟁의 공포와 파괴가 대단하다고 생각하는 사람들이 일부 있음을 압니다. 누가 이기건 간에 또 그 피해가 심하더라도 공산주의 지배에 굴종하는 것보다는 나을 것입니다. 저는 그런 의견을 이해합니다만 거부하겠습니다. | ” |

1952년 말, 중화인민공화국과 조선민주주의인민공화국이 전쟁에 지쳐 종전을 준비했지만 스탈린은 이들이 계속 싸울 것을 고집했으며, 휴전은 스탈린이 죽은 뒤 1953년 7월에야 승인되었다. 조선민주주의인민공화국에서 김일성은 무시무시한 신격화를 실시하고 무제한으로 권력을 휘둘러 극단적으로 집중화된 잔인한 독재 정권을 수립하였다.

## 위기와 냉전의 심화 (1953~1962)

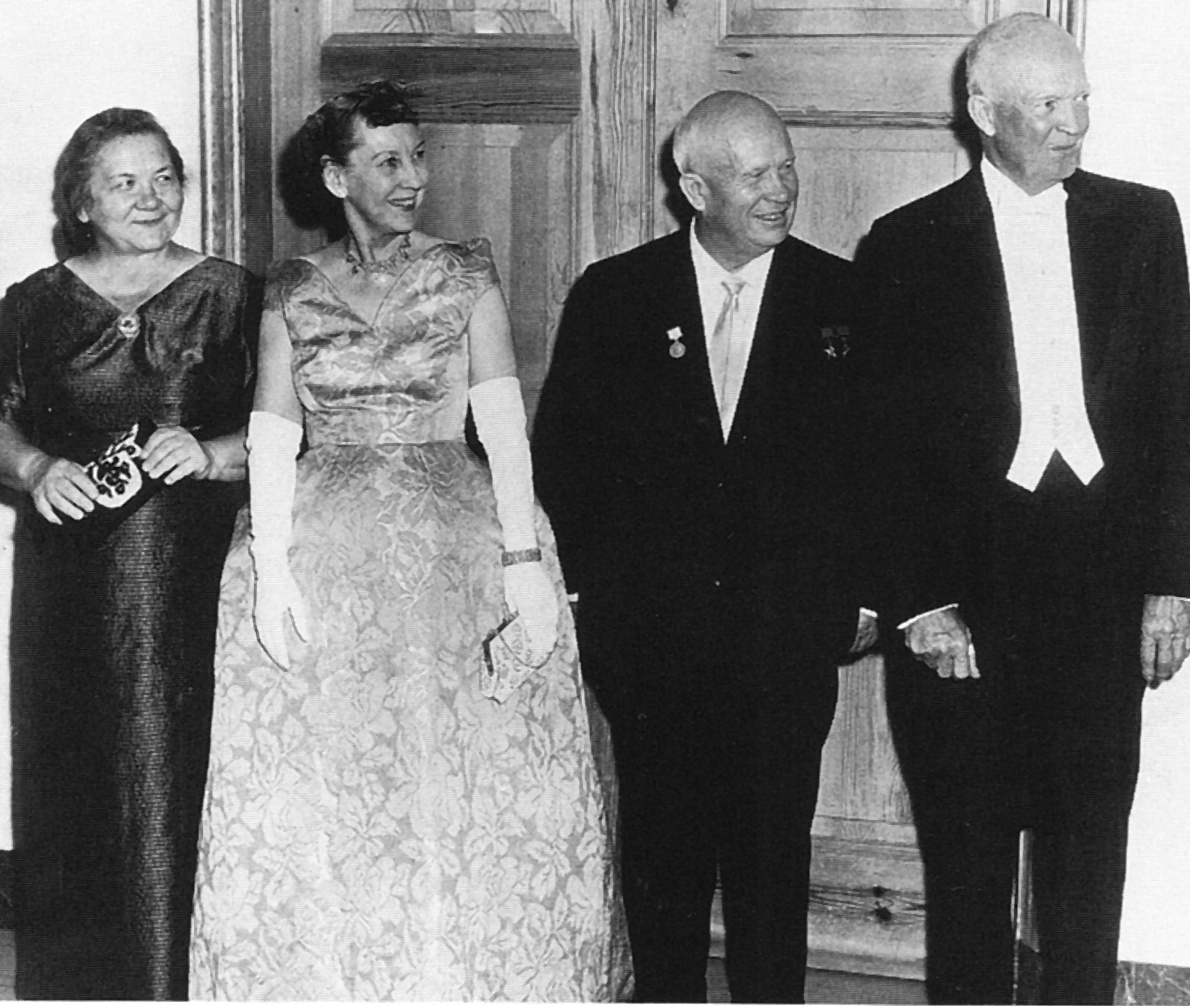
미국을 방문하여 아이젠하워 대통령을 만난 흐루쇼프 총리

### 흐루쇼프와 아이젠하워, 그리고 탈스탈린화
1953년, 미소 양측의 지도자가 바뀌면서 냉전의 양상도 바뀌었다. 그해 1월에 드와이트 아이젠하워가 미국 대통령으로 취임하였다. 트루먼 행정부의 마지막 18개월 동안 미국의 국방 예산은 네 배로 뛰었는데, 아이젠하워는 냉전 대립을 이어갔지만 국방 예산은 1/3로 삭감했다.
한편 소련에서는 이오시프 스탈린이 죽자, 니키타 흐루쇼프는 라브렌티 베리야를 처형하고, 게오르기 말렌코프와 뱌체슬라프 몰로토프를 밀어내고 3월에 소련 최고 지도자에 올랐다. 1956년 2월 25일, 흐루쇼프는 제20차 소련 공산당 대회에서 스탈린의 범죄를 열거하며 성토하여 대표들을 놀라게 하였다. 탈스탈린화 운동의 일환으로 그는 스탈린의 정책을 버리고 개혁을 추진하기 위해서는 과거의 오류를 인정해야 한다고 선언했다.
1956년 11월 18일, 모스크바의 폴란드 대사관에서 열린 환영회에서 서방 대사들이 참석한 가운데 흐루쇼프는 연설 중 "당신네들이 좋아하건 그렇지 않건, 역사는 우리의 편이다. 우리들은 당신을 파묻어버릴 것이다."라는 유명한 말로 보는 이 모두를 아연실색케 했다. 그러나 나중에 그는 이 말이 핵 전쟁에 대해 말한 것이 아니라, 결국 공산주의가 자본주의에 대해 최종 승리를 거두게 될 것이라는 뜻이었다고 해명하였다. 1961년에 흐루쇼프는 비록 소련이 서방에 뒤지고 있을지도 모르나, 10년내에 주택 부족은 사라질 것이고 소비재는 풍부해지며 사람들은 "물질적으로 지원받을 것으며", 20년내로 소비에트 연방은 "절정에 이르러, 자본주의 주요국들은 소련에 한참 뒤처질 것이다"라고 주장했다".
아이젠하워 정부의 국무 장관 존 포스터 덜레스는 봉쇄 전략의 "새로운 시각"을 제시하여, 전시에 미국의 적에 대해서 핵무기를 쓸 것을 주장하였다. 덜레스는 "대규모 보복" 독트린을 선언하여 어떠한 소비에트의 침략에 대해서도 강력히 대응하겠다고 위협하였다. 한 사례로, 미국이 핵 우위를 가진 덕분에 아이젠하워는 1956년 수에즈 위기 중 소련의 중동 간섭 위협을 제압할 수 있었다.

바르샤바 조약기구 국가 지도.

### 바르샤바 조약과 헝가리 혁명
1953년에 스탈린이 죽으면서 긴장이 약간 완화되었으나, 유럽 상황은 여전히 불안한 정전 상태였다. 1949년에 이미 동구권 내 상호 원조 조약망을 구축한 소련은 1955년에 소비에트 세력의 공식 동맹인 바르샤바 조약을 맺었다.
흐루쇼프가 개입하여 헝가리의 스탈린주의자 지도자 라코시 마티아시(Rákosi Mátyás)가 실각하자, 1956년 헝가리 혁명이 일어났다. 대중 봉기에 새 정권은 공식적으로 비밀 경찰을 해산하였고, 바르샤바 조약에서 탈퇴할 뜻이 있음을 발표하였으며, 자유 선거 복원을 약속하였다. 그러자 소련의 붉은 군대가 헝가리를 침공하였다. 헝가리 사람 수천 명이 체포되거나 투옥되고 소련으로 강제 이송되었으며, 약 200,000여 명의 헝가리 사람들이 혼란 중에 나라를 등졌다. 헝가리 지도자 너지 임레 등이 비밀 재판에서 처형되었다.
1957년부터 1961년까지 흐루쇼프는 공개적으로 계속 핵 무기로 서방을 위협하였다. 그는 소련의 미사일 능력이 미국보다 우세하며, 미국과 유럽의 어떤 도시라도 없애버릴 수 있다고 주장하였다. 그러나 흐루쇼프는 스탈린처럼 전쟁이 불가피하다고 생각하지 않았으며, 자신의 새로운 목적은 "평화적 공존"(peaceful coexistence)이라고 선언하였다. 스탈린 시대의 소련의 태도는 국제적인 계급 투쟁이란 서로 대립하는 두 세력이 필연적으로 충돌하여 공산주의가 세계 전쟁을 통해 승리하리라는 것이었으나, 흐루쇼프의 언설은 변화를 보여 이제 평화 상태에서 자본주의는 스스로 무너질 것이며, 그 동안 소련은 군사 능력을 신장할 수 있다는 것이다. 나중에 고르바초프가 "새로운 생각"에서 계급 투쟁의 형태가 아니라 평화적 공존 자체가 궁극적인 결말이라는 구상을 내놓기까지 이런 자세는 수십 년간 이어졌다.
미국의 입장은 해외에서 미국의 세력을 유지하고 자유 민주주의가 성공하는 데 집중하였다. 그러나 1960년대 후반에 이르러, 1961년 케네디가 말한 두 체제의 "사상 싸움"(battle for men's minds)은 끝나다시피 하였으며, 이후의 긴장 상태는 이념이 아닌 주로 지정학적 목적 때문에 일어났다.

1959년의 냉전 관계 지도.
파랑: 북대서양 조약의 회원
하늘색: 미국의 기타 동맹국
초록: 식민지 지역
빨강: 바르샤바 조약기구 회원국
연한 빨강: 소련의 기타 동맹
회색: 중립국

### 베를린 최후 통첩과 유럽 통합
1958년 11월, 흐루쇼프는 베를린 전체를 독립적인 비무장 "자유 도시"로 전환하기 위하여 미국과 영국, 프랑스에 최후통첩을 보내어 6개월간 서베를린에 진주한 당사국 군대를 철수시키도록 요구하였으며, 그렇지 않을 경우 서베를린의 접근 통제권을 동독에 넘기겠다고 위협하였으나 결국 실패하였다. 이전에 흐루쇼프는 마오쩌둥에게 설명하기를 "베를린은 서방의 불알이다. 서방을 소리지르게 하고 싶을 때면 나는 베를린을 쥐어짠다."고 말한 바 있다. 그해 12월 중순에 북대서양 조약기구는 소련의 최후통첩을 공식적으로 거부하였으며, 그리하여 흐루쇼프는 독일 문제에 관하여 논의한 제네바 회담에서 이를 철회하였다.
넓게 보았을 때 1950년대의 큰 흐름으로 유럽 통합의 시작을 들 수 있는데, 유럽 통합은 근본적으로 냉전의 산물로서 트루먼과 아이젠하워가 정치ㆍ경제ㆍ군사면에서 조장한 것이나, 나중에 미국 정부는 독립한 통일 유럽이 소련과 단독으로 화친하여 서방 세력의 분열을 일으키는데 이용당하지 않을까 우려하기도 하였다.

### 전 세계에 걸친 분쟁
과테말라, 이란, 필리핀, 인도차이나 등 몇몇 지역의 민족주의 운동 세력은 종종 공산주의자 집단과 동맹을 맺기도 하였으며, 혹은 그렇지 않더라도 서방 입장에서는 공산주의자들과 연합한 것으로 보이기도 하였다. 이런 가운데 미국과 소련은 1950년대와 1960년대 초에 탈식민지화가 급속히 이루어지던 제3세계에서 점차 이들을 내세워 서로 다투었다. 또 소련은 과거 제국주의 열강이 계속 영토를 잃자 이를 두고 공산주의가 결국 이기게 될 전조라고 여겼다.
미국 정부는 자국을 적대하는 여러 제3세계 정부를 제거하고 동맹국을 지원하기 위해 중앙정보국을 이용하였다. 미국은 중앙정보국을 통해 친(親)소련파로 의심받는 정부를 전복하였는데, 이란에서 최초로 민주 선거로 들어선 모하마드 모사데그 총리의 이란 정부(1953년 이란 쿠데타)이나 과테말라의 민선 대통령 하코보 아르벤스(1954년 과테말라 쿠데타)가 그 예이다. 1954년에서 1961년까지 미국은 친(親)서방 정권인 남베트남의 몰락을 막기 위하여 경제 원조와 군사 고문을 제공하였다.
아시아, 아프리카, 라틴 아메리카의 여러 신생국들은 이러한 동서 경쟁에서 어느 한쪽 편에 서기를 거부하였다. 1955년, 인도네시아의 반둥 회담에서 제3세계 수십 개국 정부가 냉전 대립에서 벗어나기로 결의하였다. 이 합의는 반둥에서 1961년 비동맹 운동 창설로 정점에 이르렀다. 그러는 사이 흐루쇼프는 인도와 여타 중요한 중립국과 관계를 넓혔다. 제3세계의 독립 운동 덕분에 전후 질서는 아프리카와 중동, 아시아와 라틴 아메리카의 더욱 다원적인 세계로 바뀌었다.

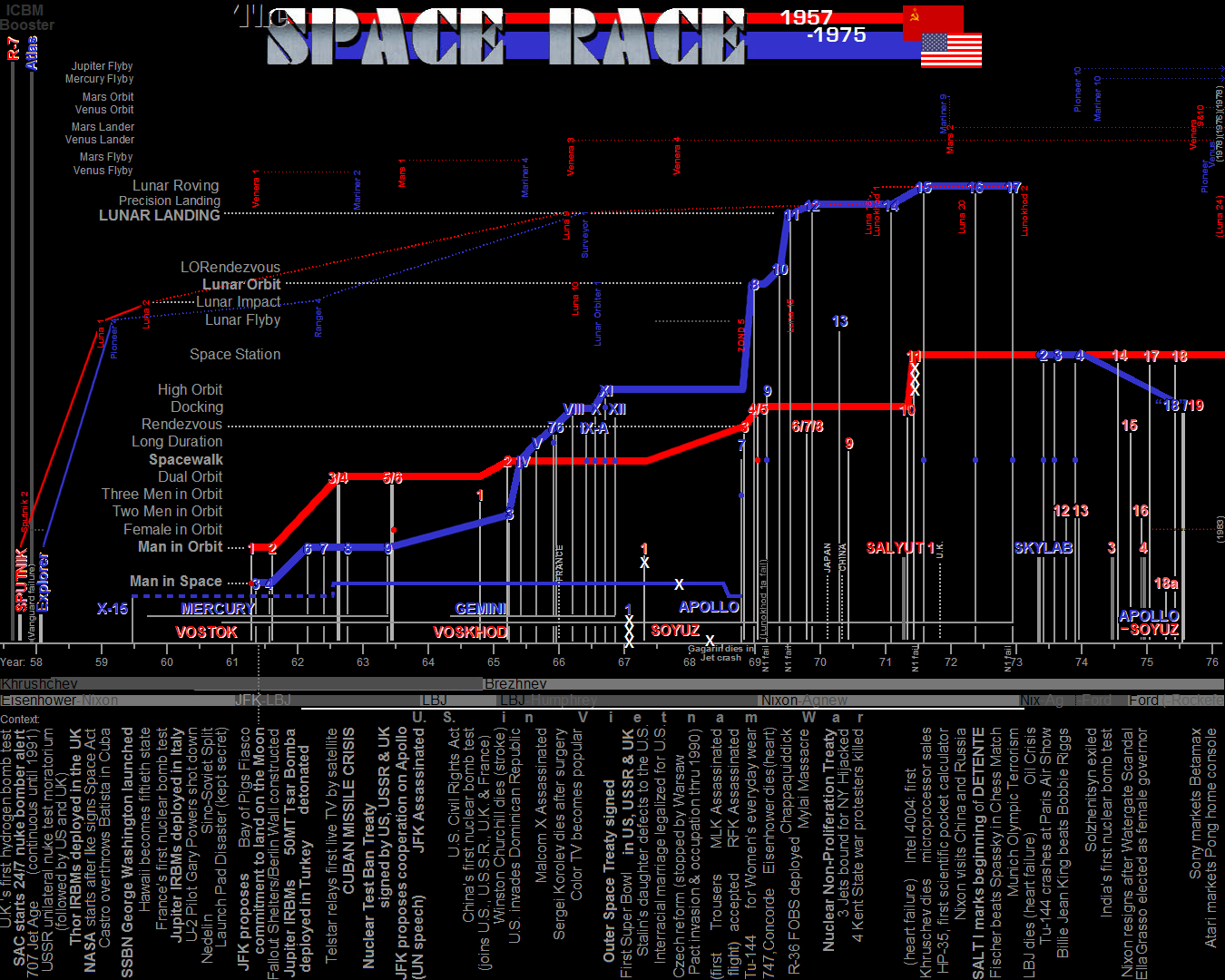
스푸트니크와 다른 핵 위협을 나타낸 우주 경쟁 표.

### 중공-소련 분쟁, 우주 경쟁, 대륙간 탄도미사일
1956년 이후 소련은 심각한 좌절을 겪었는데, 특히 중국-소련 분쟁으로 중화인민공화국과 소비에트 연방의 동맹이 사실상 깨졌다. 스탈린이 죽은 1956년 이후, 흐루쇼프가 스탈린을 비난할 때, 마오쩌둥은 스탈린을 옹호하였으며 흐루쇼프를 껍데기 어정뱅이에 불과한 지도자로 여기고 그가 혁명성을 잃었다고 비난하였다.
이후 흐루쇼프는 중소 동맹을 복원하고자 애썼지만, 마오쩌둥은 이를 쓸모없다고 보고 모든 제안을 거부하였다. 중화인민공화국과 소련은 공산 세력 내에서 선전 대립을 벌였다. 게다가 소련은 국제 공산주의 운동의 주도권을 놓고 중화인민공화국과 극렬하게 갈등하였으며, 1969년에 두 번이나 군사 충돌을 빚었다.
한편 미국과 소련은 핵 무기로 대립하면서 핵 재무장을 추구하고 상대 영토를 타격할 수 있는 장거리 무기를 개발하였다. 1957년 8월, 소련은 세계 최초로 대륙간 탄도미사일(ICBM)을 발사하는데 성공하였으며, 10월에는 최초의 인공위성 스푸트니크 호를 발사하였다. 스푸트니크 호 발사로 미소 양국의 우주 경쟁이 시작되었다. 우주 경쟁은 아폴로 호의 달 착륙에서 정점에 이르렀는데, 나중에 우주 비행사 프랭크 보먼은 우월한 우주비행 로켓이 곧 우월한 대륙간 탄도미사일이라며 이를 "냉전 중에 벌어진 한 전투"라고 썼다.

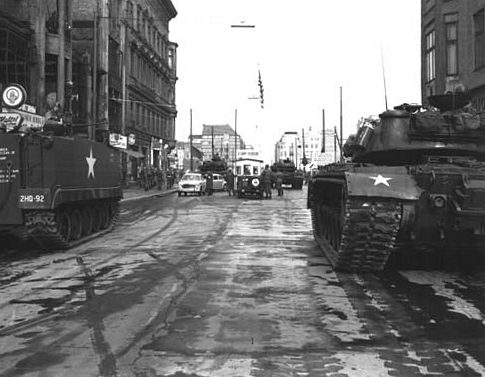
1961년 베를린 위기 중 10월 27일 찰리 검문소에서 대치하고 있는 소련과 미국의 탱크.

### 1961년 베를린 위기
1961년 베를린 위기는 냉전 중 전후 독일과 베를린의 지위를 놓고 벌인 마지막 대사건이었다. 1950년대 초, 소련의 이주 제한 정책은 여타 대부분의 동구권 국가내에서도 똑같이 적용되었다. 그러나 해마다 동독 사람 수십만여 명이 동서 베를린 사이에 있던 조직을 이용해 "작은 구멍"(loophole)을 통하여 서독으로 이주하였다.
그리하여 동독의 교육받은 젋은 전문인들이 서독으로 이동하는 대규모 "두뇌 유출"이 벌어졌으며, 1961년까지 동독 인구의 약 20%가 서독으로 이주하였다. 그해 6월, 소련은 서방 연합군이 서베를린에서 철수하라는 새로운 최후 통첩을 보내었다. 요구는 거부되었고, 8월에 동독은 가시 철사로 된 벽을 세웠는데, 이것이 베를린 장벽 건설로 확대되어 사실상 "작은 구멍"을 막아버렸다.

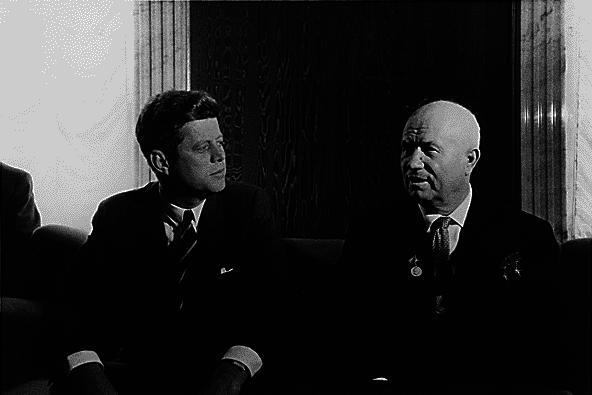
존 F. 케네디와 니키타 흐루쇼프

### 쿠바 미사일 위기와 흐루쇼프 실각
소련은 1959년 쿠바 혁명 이후 피델 카스트로가 이끄는 쿠바와 동맹을 맺었다. 1962년, 미국 존 F. 케네디 대통령은 쿠바가 핵 미사일을 설치하자 이에 해상 봉쇄로 대응하였다. 이렇게 벌어진 쿠바 미사일 위기로 세계는 전례없는 핵 전쟁의 위협에 가까워졌다. 이 사건은 핵 무기 보유국 어느 쪽도 섣불리 핵 무기를 썼다가 보복 공격을 당해 양쪽 모두 완전히 파괴되는 사태를 우려하여 핵 무기를 쓸 수 없다는 상호 확실 파괴의 개념을 드러내었다. 앞서 1961년에 남극 조약으로 냉전 최초의 군비 협정이 발효하였으나, 쿠바 위기 직후 핵 군비 경쟁에서 핵 군축과 관계 개선을 처음으로 도모하게 되었다.
1964년 소련의 정치가들은 흐루쇼프를 축출하려고 하였으나, 평화롭게 은퇴하도록 하였다. 흐루쇼프는 무례와 무능으로 비판받았지만, 소련의 농업을 파멸시켰으며 세계를 핵전쟁 바로 앞까지 끌어간 장본인이기도 하였다. 흐루쇼프는 베를린 장벽 건설을 허락하였고 스탈린주의를 공개적으로 비판하여 국제 사회의 우려를 자아내었다.

### 1961년 2월 3일
냉전이 한창이었던 1961년 2월 3일, 미국 공군의 전략 공군 사령부는 전면 핵공격을 대비한 지휘통제부의 공중대기 초계비행을 실시한다. 속칭 Operation Looking Glass 라는 코드명으로 시작된 본 항공초계는, 핵공격시의 지휘통제를 위해 KC-135 공중급유기를 개조한 EC-135 지휘통제기를 항시 1기 이상씩을 투입, 각 기체에는 1명씩의 장관급 장교와 그의 참모들이 동승하여 적의 핵공격시 미군의 지상 핵무기 통제시설이 파괴되어 전략공군사령관과의 연락이 두절되어도 핵무기 운용부대에 대한 지휘통제가 가능하도록 하는 것에 그 목적이 있었다. 한편 Looking Glass라는 명칭은 전략 공군 사령부측 기체에 대한 코드명이었고, 이와는 별도로 Looking Glass와 연동되는 타 사령부 소속 지휘통제기들이 있었는데 그 코드명은 다음과 같다.
- Silk Purse : 유럽사령부
- Scope Light : 대서양사령부
- Blue Eagle : 태평양사령부
- Nightwatch : 대통령 및 국방부

본 Looking Glass 항공초계는 1980년 3월 4일 기상문제로 인한 단 한 차례만의 작전투입 중지를 제외한 24시간의 공중대기가 1990년 7월 24일까지 이어졌으며, 이들에 의한 항시 공중대기가 종료된 이후 전략 공군 사령부의 통합군격 후신인 전략사령부가 운용하는 미 해군 E-6 통신중계기에 의한 TACAMO (Take Charge & Move Out) 임무에 의해 계승된다.

## 데탕트 시대의 대립 (1962~1979)

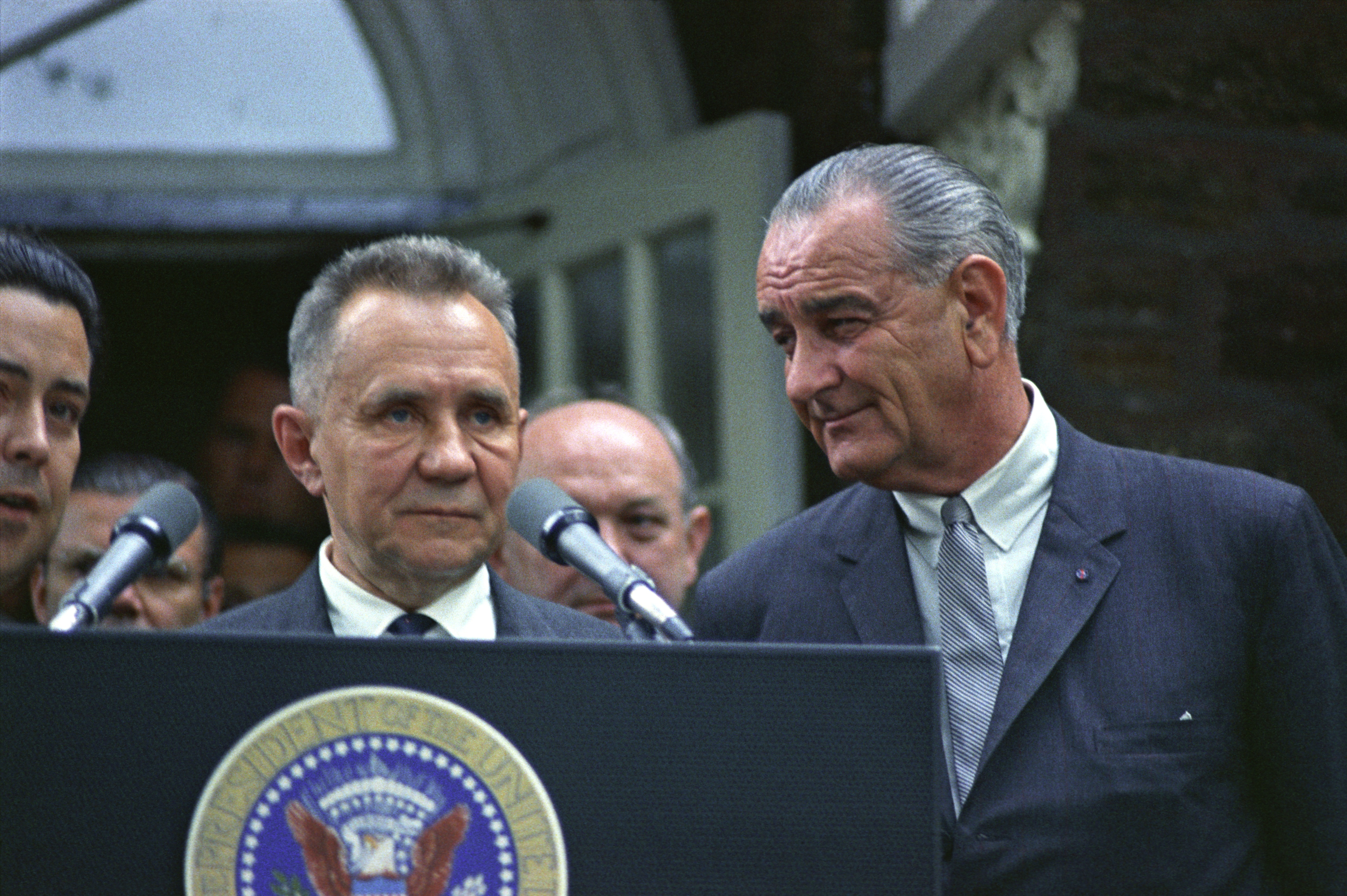
글래스보로 회담에서 알렉세이 코시긴 총리와 린든 B. 존슨 대통령

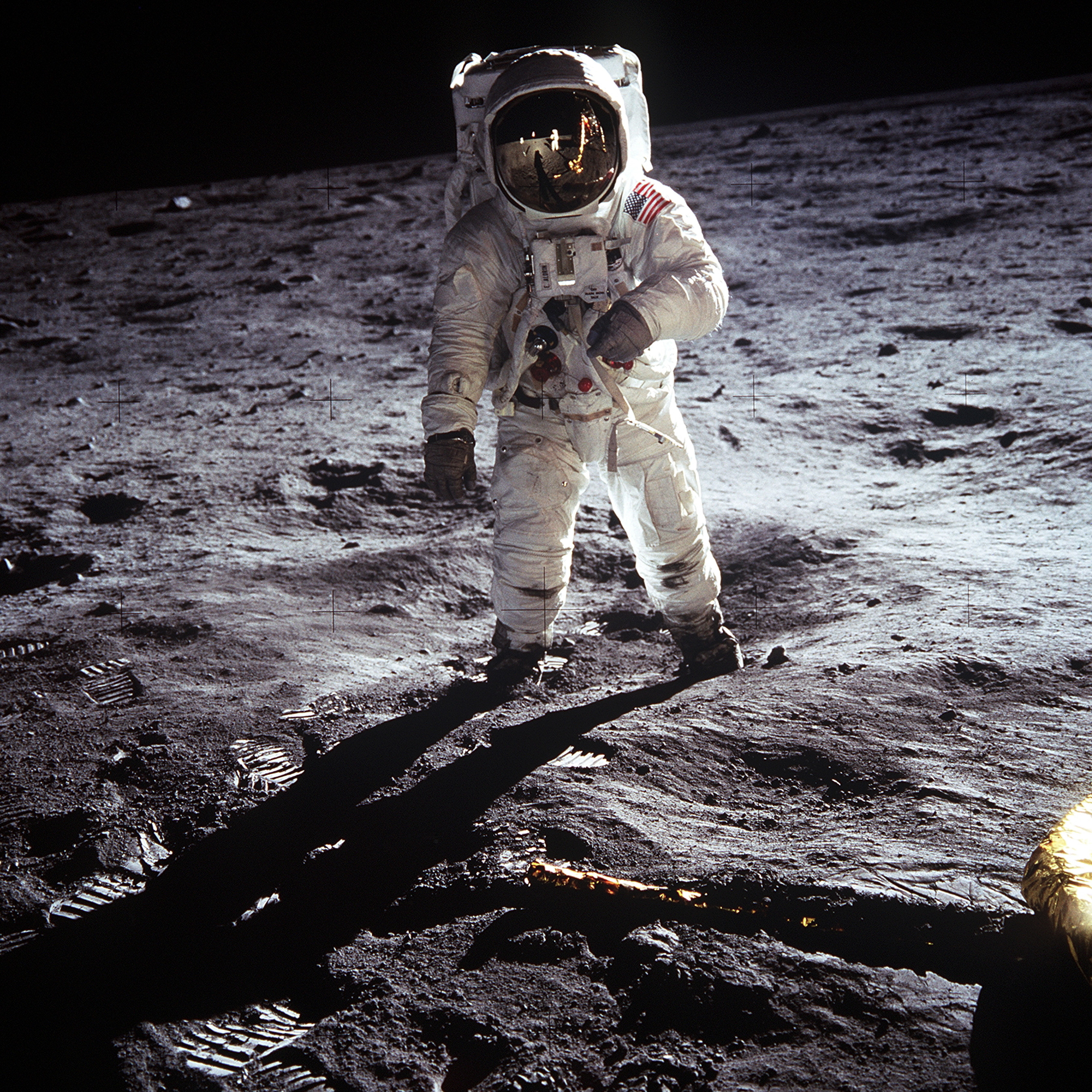
1969년 미국 아폴로 11호가 달에 착륙하였다. 이 사건은 우주 경쟁의 상징적인 이정표였다.

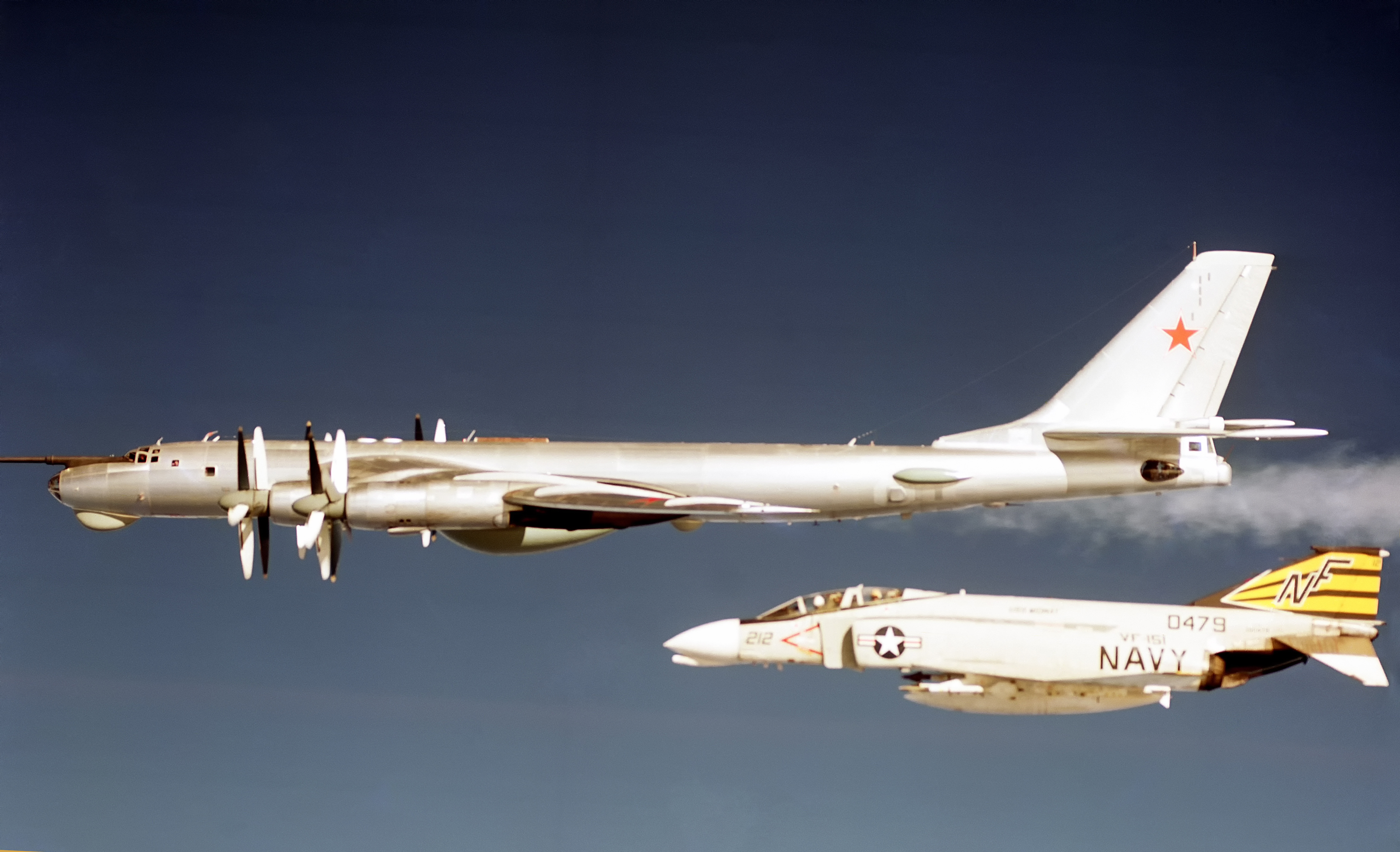
1970년대 초 미국 해군 F-4 팬텀 III기가 소련의 투폴레프 Tu-95기를 요격하고 있다.

1960년대와 1970년대에 각국은 기존의 두 세력으로 양분된 냉전 대립 구도에서 변화하여 더욱 복잡해진 새 국제 질서에 적응해야 하였다. 전후 초부터 서유럽과 일본 경제는 급속히 회복하였으며 1950년대와 1960년대에 일인당 국내총생산이 미국 수준에 근접하게 되었으나, 그러는 사이 동구권의 경제는 정체를 면치 못하였다.
1973년 석유 파동이 일어나고 석유 수출국 기구(OPEC)이나 비동맹 운동과 같은 제3세계 연대의 영향력이 커지면서, 국력이 열세인 나라들이 자신의 독립을 주장할 여지가 커졌으며 두 초강대국의 압력에 저항을 보이기도 하였다. 이 시기 알렉세이 코시긴이나 레오니트 브레즈네프와 같은 소련 지도자들은 데탕트의 개념을 받아들였다.

### 미국의 도미니카 공화국 침공과 프랑스의 나토 탈퇴
미국 린든 B. 존슨 대통령은 라틴 아메리카에서 쿠바식 혁명이 일어날 위험이 있다며 병력 22,000명을 보내어 도미니카 공화국을 침공하였다. 북대서양 조약기구 회원국은 소련의 침공 위험에 대한 자국 국방을 주로 미국의 군사력에 의존하였으나, 프랑스 샤를 드 골은 1966년에 북대서양 조약기구에서 탈퇴하고, 북대서양 조약군을 자국 영내 밖으로 내보내었다.

### 체코슬로바키아 침공
1968년, 체코슬로바키아에서는 프라하의 봄이라는 자유화 시기를 맞아 알렉산데르 둡체크와 체코슬로바키아 공산당의 자유화 "행동 계획"(Action Programme)이 나타났는데, 이에 따르면 출판, 언론, 이동의 자유를 보장하고, 경제면에서는 소비재 생산에 중점을 두며, 다당제를 인정하고, 비밀 경찰의 권력을 억제하며 장래에 바르샤바 조약에서 탈퇴할 수도 있다는 내용이었다.
소련의 붉은 군대는 여타 바르샤바 조약의 동맹군 대부분과 함께 체코슬로바키아를 침공하였다. 이 침공으로 대규모 이주가 발생하였으며, 당초 70,000여명의 체코인이 탈주하는 것으로 추산되었으나 나중에는 그 수가 300,000 여명에 이르렀다. 체코슬로바키아 침공은 유고슬라비아, 루마니아, 중화인민공화국과 더불어 서유럽 공산당들의 격렬한 비판을 받았다.

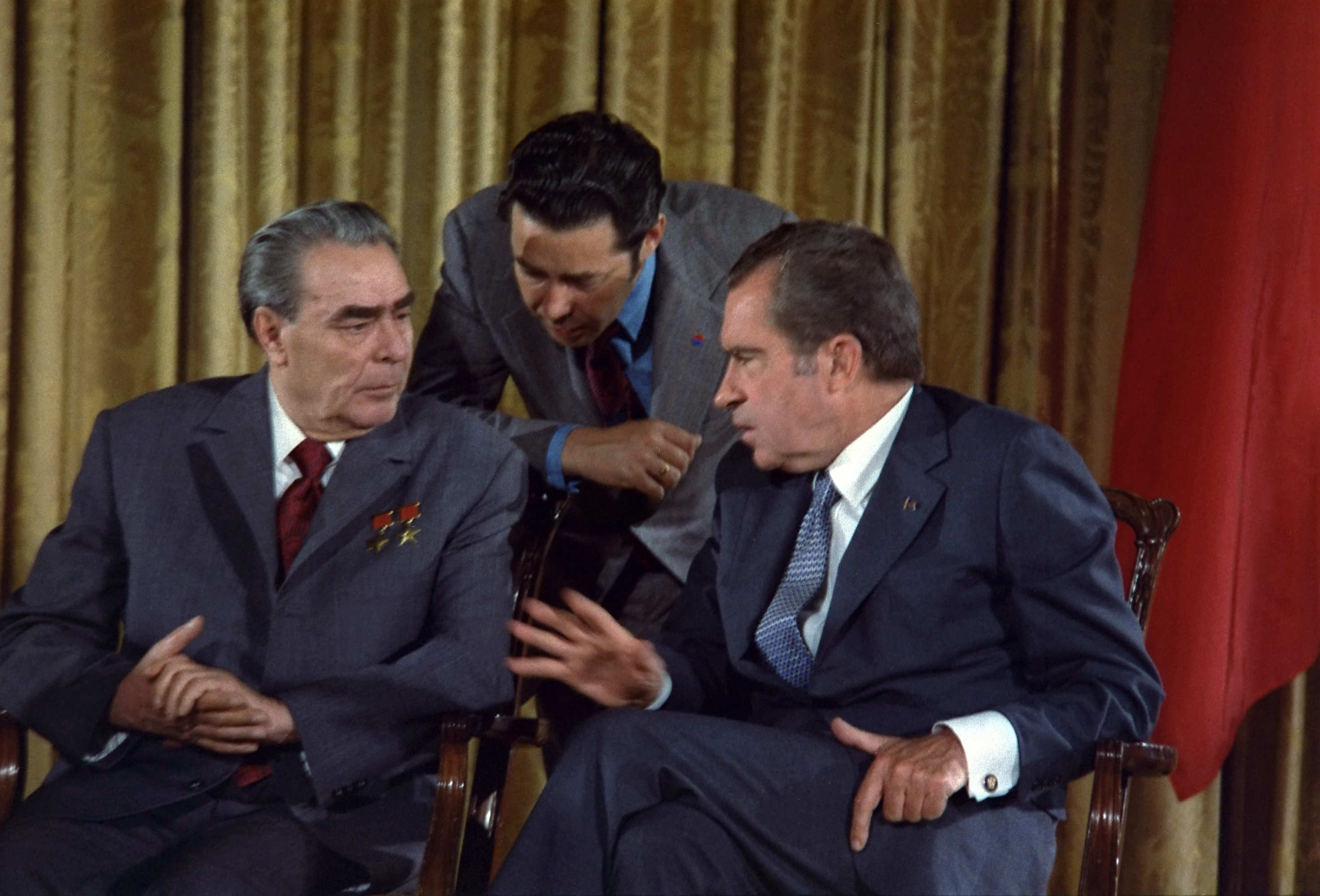
1973년 6월, 브레즈네프가 워싱턴을 방문하여 닉슨과 만났다. 이때가 미-소간 데탕트의 정점이었다.

### 브레즈네프 독트린
1968년 9월, 체코슬로바키아 침공 한 달 뒤에 열린 폴란드 통일 노동자당의 제5차 회의 중 연설에서 브레즈네프는 브레즈네프 독트린의 윤곽을 제시하였다. 여기서 그는 민주주의로 마르크스-레닌주의를 대체하려는 나라에 대해서는 주권을 침해할 수 있다고 주장하였다. 연설 중 브레즈네프는 다음과 같이 말하였다.
| “ | 공산주의에 적대적인 세력이 일부 공산주의 국가를 민주주의로 이끌어 들인다면, 이는 해당국의 문제 뿐만이 아닌 전체 공산주의 국가들의 문제가 된다. | ” |

동독, 헝가리, 폴란드와 같은 나라에서는 서독 등 중앙유럽의 경제적 번영과 대비되며 생활 수준이 떨어지고 있었는데, 이렇듯 마르크스-레닌주의가 실패한 것에서 브레즈네프 독트린의 기원을 찾을 수 있다.

### 제3세계 문제
미국은 아시아의 우호적인 제3세계 정권을 지원하는 데 계속 돈을 많이 들였다. 예속국과 주변 지역의 갈등(특히 베트남)은 여전하였다. 존슨은 베트남 전쟁에서 북베트남과 남베트남 해방민족전선을 물리치기 위해 동남 아시아에 575,000여 명의 병력을 보내었지만, 그의 값비싼 정책 탓에 미국 경제는 약화되었고 1975년에 이르러 결국 전 세계가 보는 앞에서 세계 최강국이 세계에서 가장 가난한 나라로 손꼽히는 약소국에 치욕스러운 패배를 당하기에 이르렀다.
또 남아메리카 독재자들이 좌익 반대파를 억압하기 위해 벌인 콘도르 작전은 미국의 지원을 받았는데, 미국은 소련이나 쿠바가 좌익 운동 세력을 뒤에서 밀어주고 있다고 의심하였다. (때론 사실이기도 하였다.) 이때 브레즈네프는 소련 경제를 회복하고자 하였는데, 소련의 경제 침체는 막대한 군사비 지출 탓이기도 하였다.
게다가 중동은 여전히 분쟁의 온상이었다. 소련에 상당한 무기 및 경제 원조를 받은 이집트는 골칫거리였는데, 소련은 6일 전쟁(고문단과 기술자 지원)과 1967~1970년의 국지전(War of Attrition)(전투 비행사와 항공기 지원)에서 미국의 동맹국인 이스라엘에 대항하여 이집트를 지원해야 한다고 생각하면서도 주저하였다. 나중에는 시리아와 이라크도 소련의 원조를 받았으며, 팔레스타인 해방기구(PLO)도 간접적으로 도움을 얻었다.
1973년 욤 키푸르 전쟁 당시 소련이 이집트 편을 들며 전쟁에 갑자기 개입한다는 소문이 돌자, 미국은 대규모로 군대를 동원하여 데탕트는 위기를 맞았다. 위기가 고조되자 소련은 처음으로 지역 분쟁에서 미국의 이익을 들어주어, 제3세계는 새로이 더욱 격렬한 군사 활동 단계에 접어들었으며, 여기서 소련은 자신의 새로운 전략적 동등성(strategic parity)을 이용하였다.

중공을 방문하여 저우언라이와 회담을 하는 닉슨

### 미·중 관계의 개선
중소 국경 분쟁으로 1969년 공산권은 중국이 주도하는 친중파와 소련이 주도하는 친소파, 2계파로 분열되기에 이르렀으며, 미국 리처드 닉슨 대통령은 둘의 분쟁을 이용하여 힘의 균형을 서방쪽으로 움직이고자 하였다. 중국도 중앙유럽 등 소련의 주도로 공산권에서 철저히 고립 받자, 이를 타개하기 위해 미국에 도움을 요청하였다. 1979년 미•중 양국은 미중 수교로 이러한 이해관계를 충족 시켰다. 한편, 1969년 당시 소련은 미국이 베트남 전쟁으로 제3세계에 대한 영향력이 약화되고, 서유럽과 관계가 소원해진 가운데 1960년대 후반에서 1970년대 초에도 미•소 두 초강대국간의 간접적인 충돌은 이어졌지만, 긴장은 점차 완화하기 시작하였다.

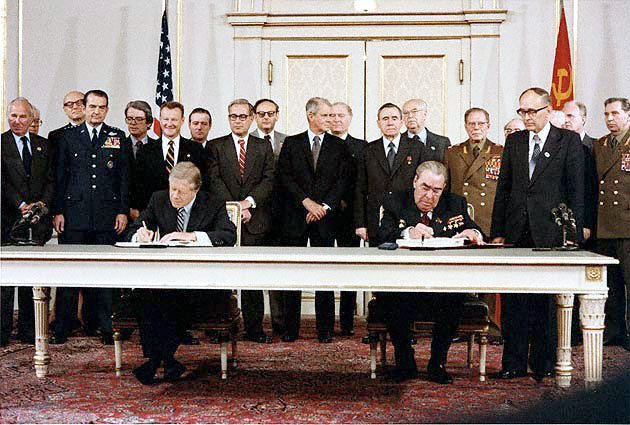
1979년 6월 18일 빈에서 레오니트 브레즈네프와 지미 카터가 제2단계 전략무기 제한협정에 서명하고 있다.

### 닉슨과 브레즈네프 그리고 데탕트
닉슨은 베이징 방문에 이어 모스크바에서 브레즈네프를 비롯한 소련 지도자와 만났다. 전략 무기 제한 협상으로 두가지 중요한 무기 제한 조약이 나왔는데, 첫 번째는 초강대국 두 정상이 체결한 최초의 포괄적인 군축 조약인 제1단계 전략무기 제한협정(SALT I)과, 두 번째로 요격 미사일 개발을 금지한 탄도탄 요격 미사일 제한협정이었다. 두 협정의 목적은 값비싼 탄도탄 요격 미사일과 핵 미사일의 개발을 제한하기 위함이었다.
닉슨과 브레즈네프는 "평화적 공존"의 새로운 시대가 펼쳐졌으며 두 나라의 데탕트(détente, 협력)라는 새로운 정책의 바탕이 확립되었음을 선언하였다. 1972년에서 1974년까지 양측은 무역 증대 협정을 맺는 등 경제 관계를 강화하는데도 합의하였다. 이러한 회담 덕분에 데탕트는 두 냉전 세력의 적대 관계를 대체하고, 두 나라는 서로 공생하게 될 것이었다.
그러는 사이 서독 빌리 브란트 총리는 동방 정책을 추진하였다. 또 유럽의 상황을 안정시키고자 1975년 유럽 안보 협력 기구 회담에서 헬싱키 협정이 이루어졌다.

### 1970년대 말의 관계 악화
1970년대에 유리 안드로포프가 이끄는 국가보안 위원회(KGB)는 알렉산드르 솔제니친이나 안드레이 사하로프 등 소련 지도층을 신랄하게 비판한 소련의 명사를 계속 박해하였다. 또 데탕트 시기에도 중동, 칠레, 에티오피아, 앙골라 등 제3세계에서도 미국과 소련간의 간접적인 분쟁이 계속되었다. 미국 지미 카터 대통령은 1979년에 제2단계 전략무기 제한협정(SALT II)에서 군비 경쟁을 더욱 제한하고자 노력하였으나, 그 해 이란 혁명과 니카라과 혁명으로 두 나라의 친미 정권이 무너지고, 12월엔 소련이 아프가니스탄을 침공하자 이에 미국이 보복하면서 이러한 노력은 빛을 잃었다.

## 신냉전 (1979~1985)

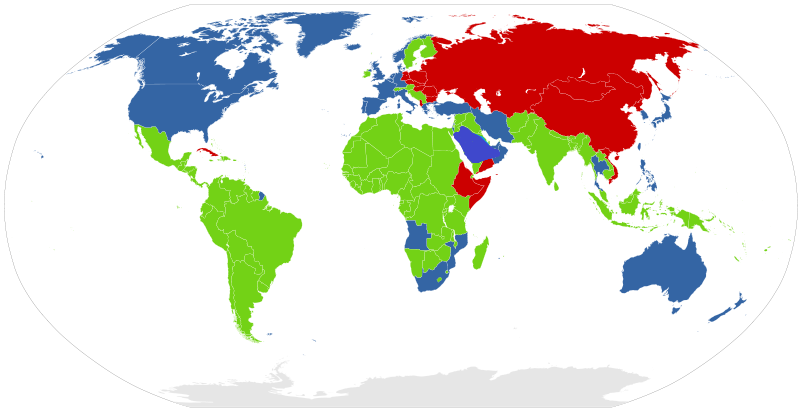
1975년의 냉전 관계 지도

신냉전이라는 표현은 일부 역사가들이 1970년대 말에서 1980년대 초 사이 냉전 대립이 다시 극심해진 시기를 이르는 말로 쓴다. 양자의 대립이 심해지면서 군사 개입도 커졌다.

### 소련-아프가니스탄 전쟁
1979년 12월 소비에트 연방은 75,000여 병력으로 공산주의 정부를 지원하기 위해 아프가니스탄을 침공하였는데, 이 정권을 세운 전 수상 누르 무함마드 타라키는 12월에 당내 정적에 암살당하였던 것이다. 그 결과 지미 카터는 상원에서 제2단계 전략무기 제한협정안을 철회하였으며, 소련으로 가는 곡물과 기술 이전에 대해 이전 금지(embargo)를 선언하고 군비 지출 인상을 요구하였으며, 미국이 1980년 하계 올림픽에 불참하겠다고 발표하였다. 그는 소련의 아프가니스탄 개입을 이르러 "2차 세계대전 이래 평화에 대한 가장 심각한 위협"이라고 말하였다.

### 레이건과 대처
1980년 미국 대통령 선거에서 군비 지출 인상하고 어디에서든 소련과 대항하겠다고 공약한 로널드 레이건은 지미 카터를 누르고 승리하였다. 레이건과 새 영국 총리 마거릿 대처는 소련과 그 이념을 비난하였다. 레이건은 소련을 "악의 제국"이라 불렀으며, 공산주의는 결국 "역사의 잿더미"(Ash heap of history)로 남으리라 예언하였다.

### 폴란드 연대 운동
폴란드 출신의 교황 요한 바오로 2세는 1979년 조국을 방문하여 반공주의의 정신적 지주가 되었으며, 연대 운동을 중심으로 종교ㆍ민족 감정을 자극하여 반대 세력을 일으켰다. 한편 일각에서는 이를 이유로 소련이 교황 바오로 2세를 목표로 한 암살기도 사건의 배후가 아니냐는 의혹을 제기하기도 했다. 레이건은 폴란드가 연대 운동을 탄압하자 경제 제재를 부과하였다. 이에 대해 크렘린의 지도자 미하일 수슬로프는 소련 경제에 재앙이 될 강력한 경제 제재를 우려하여 만약 폴란드가 연대 운동으로 무너지더라도 간섭하지 않도록 소련 지도자들에게 조언하였다.

미국과 소련의 핵무기 비축량.

### 소련과 미국의 군사·경제 문제
소련은 소비재와 민간 부문 투자에 소련 국내총생산의 약 25%를 지출하면서 군사력을 유지하였다. 소련의 군비 경쟁과 다른 냉전 관련 지출은 브레즈네프 시대의 경제 침체의 원인이 되었다. 소련의 국방 부문 투자는 군사적 필요성보다는 자신의 권력과 특권을 지키는데 급급한 거대한 당과 국가 조직에 좌우되었다. 소비에트 연방 육군은 부대 수, 병력, 무기, 표면상의 군수 산업면에서 세계 최대 규모였다.

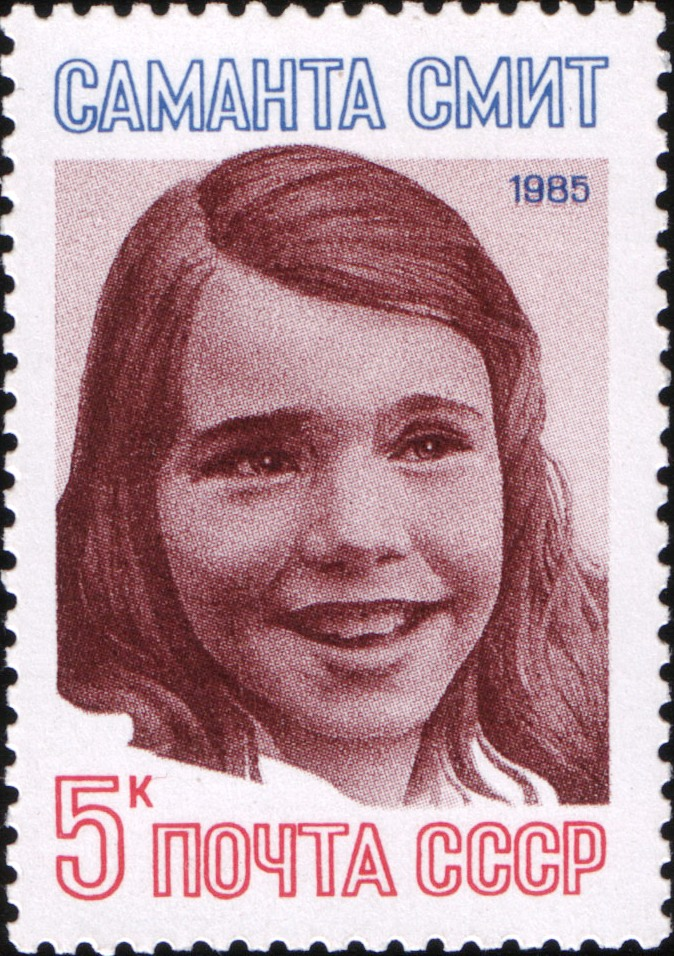
10살의 미국인 소녀 사만다 스미스가 유리 안드로포프에게 핵전쟁이 두렵다는 편지를 썼다. 이후 스미스는 안드로포프의 부탁으로 소련을 방문했다.

1980년대 초, 소련은 미국을 능가하는 수준으로 군대와 군수품 비축을 늘렸다. 로널드 레이건은 취임한 지 얼마 되지 않아 미국 군대를 대규모로 증강하였다. 이로써 미국 역사상 평시 최대 규모의 군대를 이루게 되었다. 1980년대 레이건이 카터 행정부에서 취소하였던 B-1기 계획을 재개하고 LGM-118A 피스키퍼를 생산했으며 미국의 순항 미사일을 유럽에 설치하고, 날아가는 중에 미사일을 격추하는 방어 계획인 실험적인 전략 방위 구상(언론에서는 "별들의 전쟁"(Star Wars)이라고 불렀다.)을 발표하면서 긴장 상태는 여전히 심해졌다.
미국-소련이 서로 대립하고, 소련이 서유럽을 겨냥하여 RSD-10 파이어니어 탄도 미사일을 배치하자, 북대서양 조약기구는 카터 정부의 영향으로 MGM-31 퍼싱 미사일과 순항 미사일을 유럽, 특히 서독에 배치하게 되었다. 이로써 배치된 미사일은 단 10분만에 모스크바까지 타격할 수 있었다.
레이건의 군비 증강에 소련도 군비 증강으로 대응했는데, 비효율적인 계획 경제와 집단 농업에다가 막대한 군비 지출은 소비에트 경제를 침체에 빠뜨렸다. 이때 여타 비OPEC 국가들도 석유를 증산하고 있었으나, 레이건은 사우디 아라비아를 설득하여 석유 생산을 늘리도록 설득하였다. 그리하여 이는 1980년대에 석유 과잉 현상의 원인이 되었는데, 석유가 수출액의 주요 부문이던 소련도 영향을 받게 되었다. 계획 경제에 따라, 유가는 떨어지고 막대한 군비 지출은 점차 소련 경제를 침체에 빠뜨렸다.
1983년 9월 1일 소련은 미국 하원 의원 래리 맥도널드를 비롯한 승객 269명이 타고 있던 보잉 747 여객기가 사할린 서쪽의 소련 영공을 침범하자 이를 격추하였다. 레이건은 이를 "학살"로 표현하였다. 이 사건으로 레이건의 군사 배치에 대한 지지가 늘어나, 나중에 레이건과 미하일 고르바초프가 합의에 이르기까지 배치가 계속되었다. 1983년 11월 에이블 아처 83(Able Archer 83) 연습이 실시되었는데, 이는 북대서양 조약군의 가상 핵 투하 연습으로 소비에트의 지도자들은 이를 핵 전쟁이 임박한 것으로 여겨 쿠바 미사일 위기 이래 가장 위험한 순간으로 회자되기도 하였다.
해외 분쟁에 대한 미국의 국내 여론은 베트남 전쟁 종식을 요구하였다. 레이건 정부는 해외 분쟁에 개입하면서 신속하고 비용이 저렴한 치안전(counter-insurgency) 전술 이용한다고 강조하였다. 1983년 레이건 행정부는 여러 세력으로 갈라져 싸운 레바논 내전에 개입하고 그레나다를 침공하며 리비아를 폭격하고, 니카라과의 親소련파 산디니스타 정권을 전복하려는 반공 준군사 조직인 중앙 아메리카의 콘트라 반군을 지원하였다. 그레나다와 리비아에 대한 레이건의 개입은 미국에서 지지를 받았지만, 콘트라 반군 지원은 논란이 되었다.
그러는 사이 소련은 해외 개입으로 비싼 대가를 치렀다. 1979년 브레즈네프는 아프가니스탄 전쟁이 짧으리라고 확신하였으나, 무슬림 게릴라는 미국과 다른 나라의 지원을 받아 격렬하게 저항하였다. 크렘린은 아프가니스탄의 괴뢰 정권을 지원하기 위해 거의 100,000 병력을 파병하였지만, 해외의 관측통은 이를 두고 "소련의 베트남"으로 부르게 되었다. 그러나 소련의 아프가니스탄 교착 상태는 베트남 전쟁보다 훨씬 더 치명적이었는데, 아프가니스탄 전쟁 중에 소비에트 체제의 국내 문제와 위기가 동시에 일어났기 때문이었다. 당시 소련의 늙은 지도자들은 제 역할을 하지 못하였는데, 브레즈네프는 죽기 전 몇 년동안 사실상 통치할 수 없는 상태나 마찬가지였고, 후계자인 안드로포프와 체르넨코는 일찍 죽었다. 체르넨코가 죽자, 소련 지도자와 왜 협상하지 않느냐는 질문을 받은 레이건은 "그들이 내 앞에서 계속 죽기 때문"이라고 빈정거렸다.

## 냉전의 종식 (1985~1991)

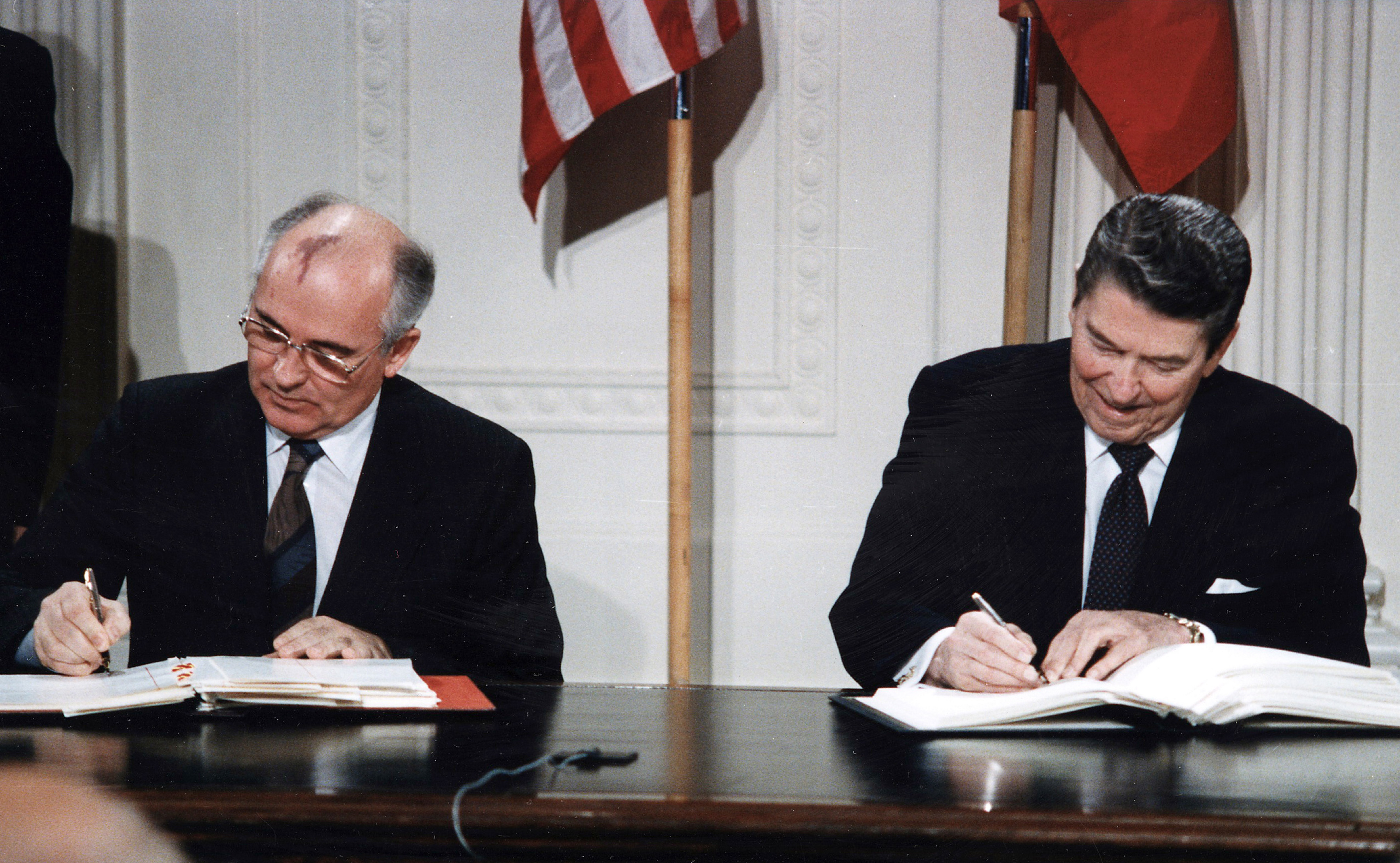
1987년 미하일 고르바초프와 로널드 레이건이 백악관에서 중거리 핵전력 협정에 서명하고 있다.

### 고르바초프의 개혁
1985년 상당히 젊은 축인 미하일 고르바초프가 공산당 서기장에 오를 당시, 1980년대 유가 하락으로 외화 수입이 감소하고 소련 경제는 침체 상태였다. 이런 문제를 놓고 고르바초프는 병든 나라를 되살릴 방법을 찾고자 하였다. 시원찮은 시작으로 고르바초프는 더욱 근본적인 구조 변화가 필요하다는 결론에 이르렀으며, 1987년 6월 그는 페레스트로이카(재편)이라는 경제 개혁 의제를 발표하였다. 페레스트로이카는 생산 할당제를 완화하여 기업의 사적 소유를 허용하고, 해외 투자의 물꼬를 텄다. 이러한 수단으로 국가의 자원을 냉전과 관련한 값비싼 군사 지출 대신 민간 부분의 더 유익한 분야에 투입하고자 하였다. 처음에는 서방의 비판을 받았지만, 새 소련 지도자는 서방과 군비 경쟁을 계속하는 대신 소련의 악화된 경제 상황을 회복할 능력이 있음을 입증하였다. 이와 동시에 고르바초프는 글라스노스트(개방)를 추진하여 출판의 자유와 국가 기관의 투명성을 높였는데, 부분적으로 여기에는 개혁을 위해 당내 정적을 억누르기 위한 의도도 있었다. 글라스노스트로 그는 공산당 지도층의 부패를 줄이고, 중앙 위원회의 권력 남용을 조절하고자 하였다. 또 글라스노스트로 소련 시민이 특히 미국 등 서방 세계에 접촉을 더 많이 할 수 있게 되어 양자간의 데탕트 가속화에 기여하였다.

### 군사 감축
소련의 군사적ㆍ정치적 양보로 레이건은 경제 현안과 군비 경쟁 축소에 관한 회담 재개에 동의하였다. 첫 회담은 1985년 11월 스위스 제네바에서 열렸다. 회담 석상에서 통역자 한 사람만 동석한 두 지도자는 양국의 핵 비축량을 50%로 줄이는 원칙에 합의하였다.

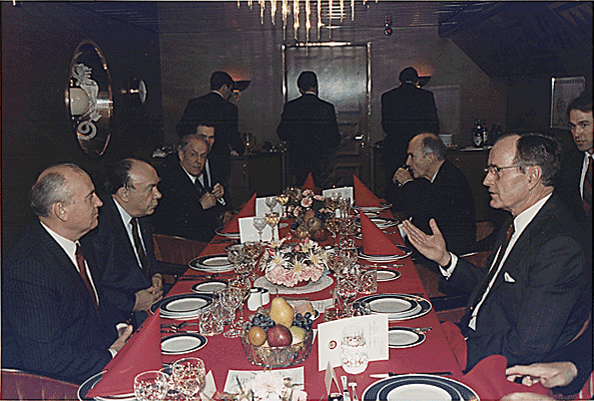
고르바초프와 부시 (1989년 몰타 회담)

두 번째 레이캬비크 정상회담이 아이슬란드에서 열렸다. 회담은 잘 진행되다가 주제가 레이건의 전략 방위 구상에 이르자, 고르바초프는 철회를 주장했지만 레이건은 거부하였다. 협상은 실패하였으나 1987년의 세 번째 정상회담에서 중거리 핵전력 협정이 타결되었다. 중거리 핵전력 협정으로 모든 사정거리가 500에서 5,500km에 이르는 지상 발사 탄도 및 순항 핵 미사일과 인프라를 제거하였다. 1980년대 중반과 말에 동서 갈등은 급속히 가라앉았으며, 그 정점에 이른 1989년 모스크바 정상회담에서 고르바초프와 조지 H. W. 부시는 제1차 전략무기 감축협상을 체결하였다. 이듬해 소련의 석유 및 가스 보조금은 막대한 군사 유지 비용과 더불어 실질적인 경제 발전에 쓰인 것이 분명해졌다. 게다가 동서간 완충지대의 안보상 이점은 불필요해졌으며, 소련은 공식적으로 중앙유럽 동맹국 내정에 더 이상 간섭하지 않겠다고 선언하였다. 1989년 소련군은 아프가니스탄에서 철수하였으며, 1990년에 고르바초프는 톈안먼 사태의 전철을 밟기 않기 위해 독일 통일에 동의하였다. 베를린 장벽이 무너지자 고르바초프의 "모두의 유럽"(Common European Home) 개념이 구체화되기 시작하였다.
1989년 12월 3일, 고르바초프와 조지 H. W. 부시는 몰타 회담에서 냉전의 종식을 선언하였으며, 이듬해 두 지도자는 걸프 전쟁에서 서로 협력하였다.

### 동유럽 혁명

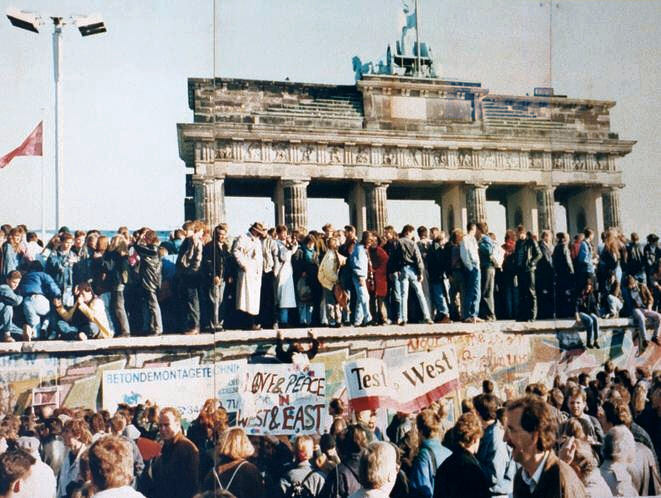
베를린 장벽이 1989년 무너지고 난 후의 모습.

1989년 동구권의 동맹 체제는 붕괴 직전에 내몰렸고, 소련의 군사 지원을 받지 못한 바르샤바 조약 국가의 공산당 지도자들은 권력을 잃었다. 소련 내부에서도 글라스노스트로 소비에트 공화국간의 유대가 약화되었으며, 1991년 12월 소련이 해체되면서 소비에트 연방 공산당은 74년간 독점했던 국가 권력을 내놓아야 했다.
이 시기 글라스노스트에 따른 출판과 이의(dissent)의 자유가 주어지고, "국적 문제"가 불거지면서 연방내 공화국들은 중앙 정부에 대해 자치를 요구하게 되었으며, 발트 3국은 소련에서 완전히 독립하고자 하였다. 중앙과 동부 유럽을 휩쓴 1989년에 혁명의 파도로 폴란드, 헝가리, 체코슬로바키아, 불가리아와 같은 중앙유럽의 소련식 공산 국가들이 무너졌으며, 소비에트 블록에서 남은 루마니아의 경우 가장 늦게 공산당 정부는 폭력을 통해 전복되었고, 국가 지도자인 차우세스쿠는 처형당하였다.

### 소련 해체

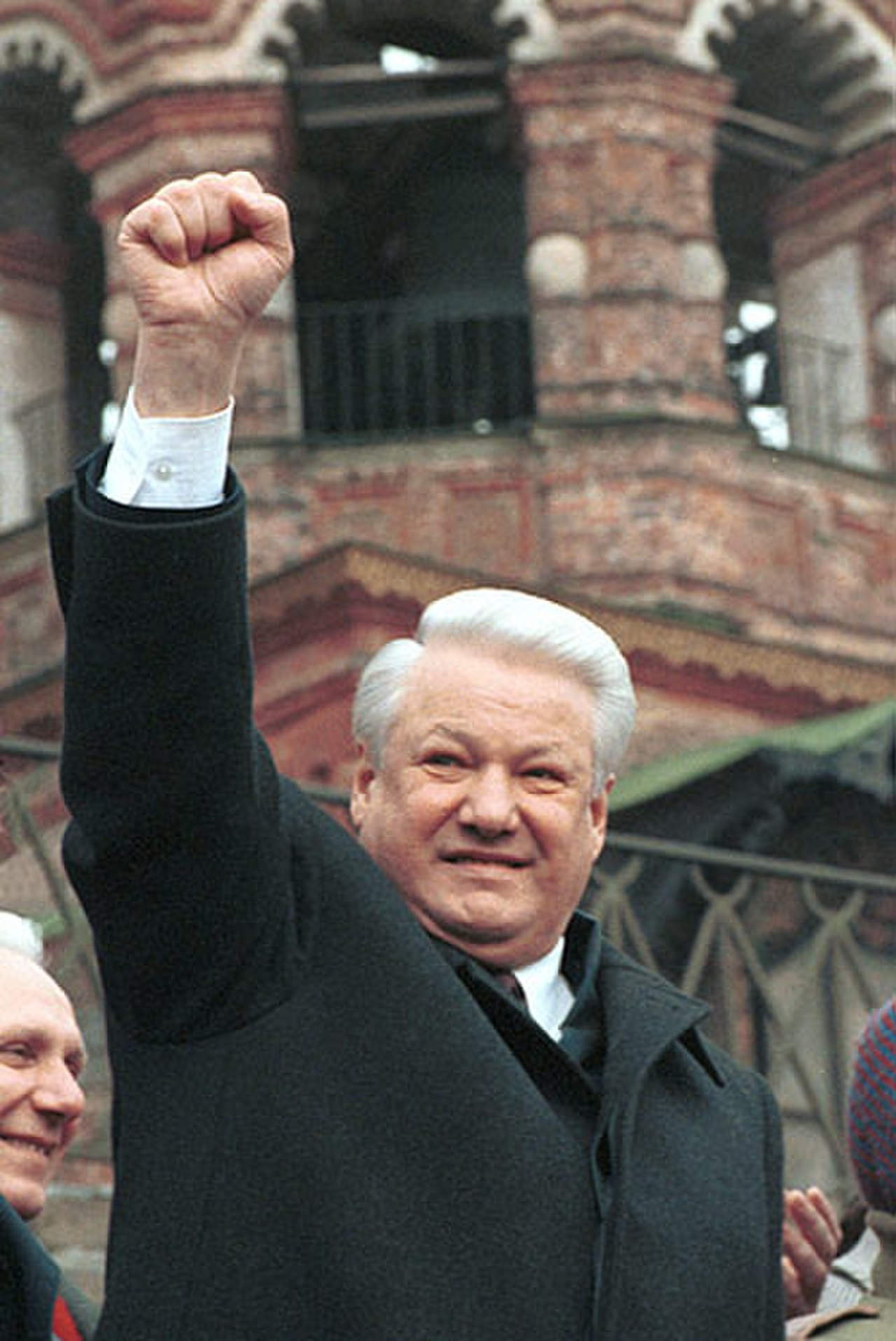
러시아 연방의 초대 대통령 보리스 옐친

고르바초프는 중앙유럽에 대해 관대한 입장을 보였지만 소련 영토에 대해서는 그렇지 않았는데, 1991년 라트비아와 리투아니아에서 유혈 사태가 일어나자 친선 관계를 유지하고자 노력하던 부시조차도 그에게 다시 폭력이 발생하면 경제 관계가 동결될 것이라며 개인적으로 경고하였다. 변화의 흐름을 받아들여야만 했던 고르바초프는 결국 서기장에서 사임하고 국가보안위원회와 소련군을 해산하면서도 소련의 붕괴만은 막으려 했으나 막지 못했다. 소련은 1991년 12월 25일 고르바초프 서기장이 사임하면서 공식적으로 해체되었다.

## 냉전의 여파

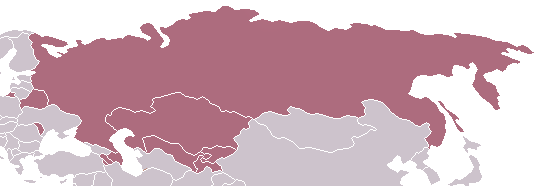
독립 국가 연합 회원국.

1991년 12월 21일 창설된 독립 국가 연합은 소비에트 연방의 뒤를 이은 체제로 여겨졌으나, 러시아의 지도자들에 따르면 그 목적은 소비에트 연방의 공화국들의 "온건한 이혼을 허용"하기 위한 것이었으며, 느슨한 국가 연합과 비슷하다.
냉전이 끝나고 소련이 붕괴되자 러시아는 군비 지출을 크게 삭감하였는데, 과거 소련 성인의 1/5이 군수 산업에 종사하였으므로, 수백만의 실업자가 발생하였고 1990년대 러시아는 시장 경제 개혁을 개시하면서, 과거 대공황 때 미국과 독일이 겪었던 것보다 더욱 심각한 금융 위기와 경기 침체에 시달렸다. 1999년부터 러시아 경제는 다시 발전하였지만, 국민의 생활 수준은 냉전 이후 전반적으로 악화되었다.
냉전의 유산은 세계에 계속 영향을 주었다. 소비에트 연방 해체 이후 탈냉전 세계는 미국이 유일한 초강대국인 단극 체제로 여겨지고 있다. 냉전은 제2차 세계 대전 전후 세계에 미국의 역할을 규정하였는데, 1989년 당시 미국은 50개국과 군사 동맹 관계가 있었고, 해외 117개국에 150만 병력을 주둔하고 있었다. 또한 냉전으로 영구적인 평시 군산복합체와 대규모 군사 부문의 과학 지원이 세계적으로 제도화되었다.
냉전 중 미국이 지출한 군비는 8조$로 추산되며, 한국 전쟁과 베트남 전쟁에서 미국인 100,000여명이 목숨을 잃었다. 소련군 병사의 인명 피해는 추산하기 어렵지만, 소련의 국내총생산에서 소비에트 연방의 재정적 지출은 미국보다 훨씬 높은 수치이다. 전투원의 인명 피해뿐 아니라, 강대국간의 대리전으로 지구상에서 특히 동남아시아에서 수백만이 죽었다. 대리전과 지역 분쟁 지원은 냉전과 함께 끝났으며, 냉전 이후에 내전과 종족간 전쟁, 혁명 전쟁과 그에 따른 난민과 실향 사태의 빈도는 급격히 줄었다. 그러나 냉전의 영향은 언제나 쉽게 지워지는 것은 아닌데, 제3세계 일부 지역의 냉전 대립을 악화시켰던 여러 경제ㆍ사회 갈등은 여전히 심하게 남아있다. 구 유고슬라비아 등 과거 공산당 정부들이 지배하던 여러 지역에 국가 통제가 무너지면서 새로운 내전과 종족간 분쟁이 일어났다. 냉전이 끝나면서 중앙유럽은 경제가 발전하고 자유 민주주의도 신장되었으나, 아프가니스탄 등 세계 다른 지역의 나라에서는 독립과 더불어 국가 실패(state failure)로 이어졌다.

## 냉전을 보는 시각

나토와 집단 안보 조약 기구의 대립도.

미국과 소련간의 전후 긴장 상태를 이르는 말로 "냉전"이란 표현이 인기를 얻으면서, 이 갈등의 기원과 과정을 놓고 역사가와 정치학자, 언론인 사이에서 열띤 논쟁이 벌어졌다. 특히 역사가들은 2차 세계 대전 이후 소련과 미국의 동맹 분열의 원인이나 냉전이 필연적인 것이었는가 혹은 피할 수 있었을 가능성을 놓고 첨예하게 대립하고 있다. 또 역사가들은 정확히 냉전이 무엇인지, 냉전의 근원은 무엇인지, 양측의 행동과 반응 양상을 어떻게 규명할지도 합의를 보지 못하였다.
학계에서 냉전의 기원에 대한 설명은 복잡하고 다양하긴 하나, 이 주제에 대한 의견을 몇몇 학파로 구분할 수 있다. 역사가들은 일반적으로 냉전 연구를 "전통주의", "수정주의", "탈수정주의"로 세 가지로 본다. 전통주의는 냉전의 책임을 소련에게 전가하며 소련이 동유럽으로 확장하였기 때문이라는 것이다. 즉 세계 혁명을 지향했던 마르크스-레닌주의로 말미암아 소련은 원칙적으로 서방 세계에 공격적인 노선을 취할 수밖에 없었다고 본다. 또 긴장 완화 시기에 양 진영의 관계가 실용적 측면에서 어느 정도 개선되긴 했지만 소련의 팽창 야욕은 결코 줄어들지 않았다고 보았다. 봉쇄 정책의 '고안자'였던 조지 캐넌과 해방 정책의 창시자인 존 포스터 덜레스 등 미국 정부의 고위 관리들이 전통주의 해석의 주요 대변자였다. 한편 1960년대에 등장한 수정주의는 미국이 제2차 세계 대전 종전 전부터 소련과 거리를 두며 대립했던 점을 지적하며 전후 대립의 원인을 미국으로 본다. 스탈린의 정책도 제국주의적 의도가 아니라 소련을 유지하고 공고히 하기 위한 목적에서 비롯되었다. 그러므로 냉전의 원인은 오히려 끊임없이 새로운 판매 및 원료 공급 시장의 개척을 꾀했던 미국의 정치ㆍ경제 구조에서 찾아야 한다는 것이다. 1970년대 이래로 탈수정주의(또는 '후기 수정주의')는 냉전의 좀 더 미묘한 면도 파악하며, 냉전의 원인을 놓고 두 시각을 절충하여 더욱 균형있는 시각을 찾고자 한다. 이는 양 진영의 오판이 냉전을 급속도로 조장하고 위험한 양상으로 발전시킨 결정적 요인이라는 전제에서 출발하였다. 즉 잘못된 인식이 잘못된 결정을 계속해서 양산했다는 것이다. 그동안 폐쇄되었던 문서고가 개방되면서 최근에 밝혀진 많은 사실들이 탈수정주의 해석에 힘을 실어준다. 그러나 여러 문제들에 대한 연구가 아직 완전히 끊나지 않은 상태이며, 새로운 사실들도 밝혀지고 있다. 냉전에 대한 역사적 평가는 대개 이런 사관들이 섞여 있다.

## 같이 보기
- 쿠바 미사일 위기
- 차르봄바
- 제3차 세계대전
- 트루먼 독트린
- 소비에트 제국
- 냉전의 개요

## 참고 자료
- 베른트 슈퇴버 (2008). 《냉전이란 무엇인가: 극단의 시대 1945~1991》. (주)역사비평사. 978-89-7696-273-7 03900.
- Andrew, Christopher; Mitrokhin, Vasili (2000). 《The Sword and the Shield: The Mitrokhin Archive and the Secret History of the KGB》. Basic Books. 0585418284.
- Åslund, Anders (1990). 〈How small is the Soviet National Income?〉.   Rowen, Henry S.; Wolf, Charles Jr. 《The Impoverished Superpower: Perestroika and the Soviet Military Burden》. California Institute for Contemporary Studies. 1558150668.
- Blum, William; Evriviades, Marios (2006). 《Rogue State: A Guide to the World's Only Superpower》. Zed Books. 1842778277.
- Bourantonis, Dimitris; Evriviades, Marios (1996). 《A United Nations for the Twenty-first Century: Peace, Security, and Development》. Martinus Nijhoff Publishers. 9041103120.
- Breslauer, George (2002). 《Gorbachev and Yeltsin as Leaders》. Cambridge University Press. 0521892449.
- Brinkley, Alan (1995). 《American History: A Survey》. McGraw-Hill. 0079121195.
- Buchanan, Tom (2005). 《Europe's Troubled Peace, 1945-2000》. Blackwell Publishing. 0631221638.
- Byrd, Peter (2003). 〈Cold War〉.   Iain McLean & Alistair McMillan. 《The Concise Oxford Dictionary of Politics》. Oxford University Press. 0192802763.
- Calhoun, Craig (2002). 《Dictionary of the Social Sciences》. Oxford University Press. 0195123719.
- Carabott, Philip; Sfikas, Thanasis (2004). 《The Greek Civil War: Essays on a Conflict of Exceptionalism and Silences》. Ashgate Publishing, Ltd. 0754641317.
- Christenson, Ron (1991). 《Political trials in history: from antiquity to the present》. Transaction Publishers. 0887384064.
- Cowley, Robert (1996). 《The Reader's Companion to Military History》. Houghton Mifflin Books. 0618127429.
- Crocker, Chester; Hampson, Fen; Aall, Pamela (2007). 《Leashing the Dogs of War: Conflict Management in a Divided World》. US Institute of Peace Press. 192922396X.
- Dowty, Alan (1989). 《Closed Borders: The Contemporary Assault on Freedom of Movement》. Yale University Press. 0300044984.
- Dobrynin, Anatoly (2001). 《In Confidence: Moscow's Ambassador to Six Cold War Presidents》. University of Washington Press. 0295980818.
- Edelheit, Hershel and Abraham (1991). 《A World in Turmoil: An Integrated Chronology of the Holocaust and World War II》. Greenwood Publishing Group. 0313282188.
- Ericson, Edward E. (1999). 《Feeding the German Eagle: Soviet Economic Aid to Nazi Germany, 1933–1941》. Greenwood Publishing Group. 0275963373.
- Feldbrugge, Joseph; van den Berg, Gerard; Simons, William (1985). 《Encyclopedia of Soviet Law》. BRILL. 9024730759.
- Friedman, Norman (2007). 《The Fifty-Year War: Conflict and Strategy in the Cold War》. Naval Institute Press. 1591142873.
- Gaddis, John Lewis (1990). 《Russia, the Soviet Union and the United States. An Interpretative History》. McGraw-Hill. 0075572583.
- Gaddis, John Lewis (1997). 《We Now Know: Rethinking Cold War History》. Oxford University Press. 0198780702.
- Gaddis, John Lewis (2005). 《The Cold War: A New History》. Penguin Press. 1594200629.
- Gaidar, Yegor (2007). 《Collapse of an Empire: Lessons for Modern Russia》 (러시아어). Brookings Institution Press. 5824307598.
- Garthoff, Raymond (1994). 《Détente and Confrontation: American-Soviet Relations from Nixon to Reagan》. Brookings Institution Press. 0815730411.
- Gibbs, Joseph (1999). 《Gorbachev's Glasnost》. Texas University Press. 0890968926.
- Glees, Anthony (1996). 《Reinventing Germany: German Political Development Since 1945》. Berg Publishers. 1859731856.
- Goldgeier, James; McFaul, Michael (2003). 《Power and Purpose: US Policy toward Russia after the Cold War》. Brookings Institution Press. 0815731744.
- Goodby, James; Morel, Benoit (1993). 《The Limited Partnership: Building a Russian-US Security Community》. Oxford University Press. 0198291612.
- Gorbechev, Mikhail (1996). 《Memoirs》. Doubleday. 0385480199.
- Hahn, Walter; Maître, Joachim (1993). 《Paying the Premium: A Military Insurance Policy for Peace and Freedom》. Greenwood Publishing Group. 0313288496.
- Halliday, Fred (2001).  Krieger, Joel; Crahan, Margaret E., 편집. 《Cold War》. 《The Oxford Companion to the Politics of the World》 (Oxford University Press). 0195117395.
- Hanhimaki, Jussi; Westad, Odd Arne (2003). 《The Cold War: A History in Documents and Eyewitness Accounts》. Oxford University Press. 0199272808.
- Harrison, Hope Millard (2003). 《Driving the Soviets Up the Wall: Soviet-East German Relations, 1953-1961》. Princeton University Press. 0691096783.
- Hardt, John Pearce; Kaufman, Richard F. (1995). 《East-Central European Economies in Transition》. M.E. Sharpe. 1563246120.
- Higgs, Robert (2006). 《Depression, War, and Cold War: Studies in Political Economy》. Oxford University Press US. 0195182928.
- Hobsbawn, Eric (1996). 《The Age of Extremes: A History of the World, 1914-1991》. Vintage Books. 0679730052.
- Isby, David C.; Kamps, Charles Jr (1985). 《Armies of NATO's Central Front》. Jane's Publishing Company Ltd. 071060341X.
- Jacobs, Dale (2002). 《World Book: Focus on Terrorism》. World Book. 071661295X.
- Joshel, Sandra (2005). 《Imperial Projections: Ancient Rome in Modern Popular Culture》. JHU Press. 0801882680.
- Karabell, Zachary (1999).  John Whiteclas, Chambers, 편집. 《The Oxford Companion to American Military History》. Oxford University Press. 0195071980.
- Karaagac, John (2000). 《Between Promise and Policy: Ronald Reagan and Conservative Reformism》. Lexington Books. 0739102966.
- Kennan, George F. (1968). 《Memoirs, 1925-1950》. Hutchinson. 009085800X.
- Kolb, Richard K. (2004). 《Cold War Clashes: Confronting Communism, 1945-1991》. Veterans of Foreign Wars of the United States. 0974364312.
- Kumaraswamy, P. R.; Karsh, Efraim (2000). 《Revisiting the Yom Kippur War》. Routledge. 0714650072.
- Kydd, Andrew (2005). 《Trust and Mistrust in International Relations》. Princeton University Press. 0691121702.
- Lackey, Douglas P. (1984). 《Moral principles and nuclear weapons》. Totowa, N.J: Rowman & Allanheld. 084767116x.
- LaFeber, Walter (2002).  Eric Foner; Garraty, John Arthur, 편집. 《The Reader's companion to American history》. Houghton Mifflin Books. 0395513723.
- Lakoff, Sanford (1989). 《A Shield in Space?》. University of California Press. 0585043795.
- Lee, Stephen J. (1999). 《Stalin and the Soviet Union》. Routledge. 0415185734.
- Lefeber, R; Fitzmaurice, M.; Vierdag, E. W. (1991). 《The Changing Political Structure of Europe》. Martinus Nijhoff Publishers. 0792313798.
- Leffler, Melvyn (1992). 《A Preponderance of Power: National Security, the Truman Administration, and the Cold War》. Stanford University Press. 0804722188.
- Link, William A. (1993). 《American Epoch: A History of the United States》. McGraw-Hill. 0070379513.
- Lundestad, Geir (2005). 《East, West, North, South: Major Developments in International Politics since 1945》. Oxford University Press. 1412907489.
- Robert McMahon (2003). 《The Cold War: A Very Short Introduction》. Oxford University Press. 0192801783.
- Malkasian, Carter (2001). 《The Korean War: Essential Histories》. Osprey Publishing. 1841762822.
- Maynes, Williams C. (1980). 《The  world in 1980》. Dept. of State.
- McSherry, Patrice (2005). 《Predatory States: Operation Condor and Covert War in Latin America》. Rowman & Littlefield. 0742536874.
- Miller, Roger Gene (2000). 《To Save a City: The Berlin Airlift, 1948-1949》. Texas A&M University Press. 0890969671.
- Moschonas, Gerassimos; Elliott, Gregory (2002). 《In the Name of Social Democracy: The Great Transformation, 1945 to the Present》. Verso. 1859843468.
- Muravchik, Joshua (1996). 《The Imperative of American Leadership: A Challenge to Neo-Isolationism》. American Enterprise Institute. 0844739588.
- Nashel, Jonathan (1999). 〈Cold War (1945–91): Changing Interpretations〉.   John Whiteclay Chambers. 《The Oxford Companion to American Military History》. Oxford University Press. 0195071980.
- National Research Council Committee on Antarctic Policy and Science (1993). 《Science and Stewardship in the Antarctic》. National Academies Press. 0309049474.
- Njolstad, Olav (2004). 《The Last Decade of the Cold War》. Routledge. 071468371X.
- Nolan, Peter (1995). 《China's Rise, Russia's Fall》. St. Martin's Press. 0312127146.
- Nye, Joseph S. (2003). 《The Paradox of American Power: Why the World's Only Superpower Can't Go It Alone》. Oxford University Press. 0195161106.
- Odom, William E. (2000). 《The Collapse of the Soviet Military》. Yale University Press. 0300082711.
- Palmowski, Jan (2004). 《A Dictionary of Contemporary World History》. Oxford University Press. 0198608756.
- Patterson, James (1997). 《Grand Expectations: The United States, 1945-1974》. Oxford University Press US. 0585362505.
- Pearson, Raymond (1998). 《The Rise and Fall of the Soviet Empire》. Macmillan. 0312174071.
- Perlmutter, Amos (1997). 《Making the World Safe for Democracy》. University of North Carolina Press. 0807823651.
- Porter, Bruce; Karsh, Efraim (1984). 《The USSR in Third World Conflicts: Soviet Arms and Diplomacy in Local Wars》. Cambridge University Press. 0521310644.
- Puddington, Arch (2003). 《Broadcasting Freedom: The Cold War Triumph of Radio Free Europe and Radio Liberty》. University Press of Kentucky. 0813190452.
- Reagan, Ronald. 〈Cold War〉.   Foner, Eric; Garraty, John Arthur. 《The Reader's companion to American history》. Houghton Mifflin Books. 0395513723.
- Roberts, Geoffrey (2006). 《Stalin's Wars: From World War to Cold War, 1939–1953》. Yale University Press. 0300112041.
- Roht-Arriaza, Naomi (1995). 《Impunity and human rights in international law and practice》. Oxford University Press. 0195081366.
- Rycroft, Michael (2002). 《Beyond the International Space Station: The Future of Human Spaceflight》. Johns Hopkins University Press. 1402009623.
- Schmitz, David F. (1999). 〈Cold War (1945–91): Causes〉.   John Whiteclay Chambers. 《The Oxford Companion to American Military History》. Oxford University Press. 0195071980.
- Shearman, Peter (1995). 《Russian Foreign Policy Since 1990》. Westview Pess. 0813326338.
- Shirer, William L. (1990). 《The Rise and Fall of the Third Reich: A History of Nazi Germany》. Simon and Schuster. 0671728687.
- Smith, Joseph; Davis, Simon (2005). 《The A to Z of the Cold War》. Scarecrow Press. 0810853841.
- Stone, David (2006). 《A Military History of Russia: From Ivan the Terrible to the War in Chechnya》. Greenwood Publishing Group. 0275985024.
- Taubman, William (2004). 《Khrushchev: The Man and His Era》. W. W. Norton & Company. 0393324842.
- Tucker, Robert C. (1992). 《Stalin in Power: The Revolution from Above, 1928-1941》. W. W. Norton & Company. 0393308693.
- Walker, Martin (1995). 《The Cold War: A History》. H. Holt. 0805031901.
- Williams, Andrew (2004). 《D-Day to Berlin》. Hodder & Stoughton. 0340833971.
- Wettig, Gerhard (2008). 《Stalin and the Cold War in Europe》. Rowman & Littlefield. 0742555429.
- Wood, Alan (2005). 《Stalin and Stalinism》. Routledge. 0415307325.
- Wood, James (1999). 《History of International Broadcasting》. Institution of Electrical Engineers. 0852969201.
- Zubok, Vladislav; Pleshakov, Constantine (1996). 《Inside the Kremlin's Cold War: From Stalin to Khrushchev》. Harvard University Press. 0674455312.